# Ấn Độ
Ấn Độ (tiếng Hindi: भारत, đã Latinh hoá: Bhārata, tiếng Anh: India), tên gọi chính thức là Cộng hòa Ấn Độ (tiếng Hindi: भारत गणराज्य, đã Latinh hoá: Bhārat Gaṇarājya, tiếng Anh: Republic of India) là một quốc gia ở khu vực Nam Á. Đây là quốc gia lớn thứ 7 về diện tích và là quốc gia đông dân nhất trên thế giới. Ấn Độ tiếp giáp với Ấn Độ Dương ở phía Nam, biển Ả Rập ở phía Tây – Nam và vịnh Bengal ở phía Đông – Nam, Ấn Độ có đường biên giới trên bộ với Pakistan ở phía Tây; với Trung Quốc, Nepal và Bhutan ở phía Đông – Bắc và Myanmar cùng Bangladesh ở phía Đông. Trên Ấn Độ Dương, Ấn Độ giáp với Sri Lanka và Maldives; ngoài ra, Quần đảo Andaman và Nicobar của Ấn Độ có chung đường biên giới trên biển với Thái Lan và Indonesia.
Tiểu lục địa Ấn Độ là nơi khởi nguồn của nền văn minh lưu vực sông Ấn, sớm hình thành nên các tuyến đường mậu dịch mang tính quốc tế cùng những đế quốc rộng giàu có, thịnh vượng do thương mại cùng sức mạnh quân sự mang lại. Đây cũng là nơi khởi nguồn của bốn tôn giáo lớn trên thế giới bao gồm Ấn Độ giáo, Phật giáo, Jaina giáo và Sikh giáo; trong khi Do Thái giáo, Hỏa giáo, Cơ Đốc giáo và Hồi giáo được truyền đến vào thiên niên kỷ thứ nhất sau Công nguyên, hình thành một nền văn hóa đa dạng bản sắc trong khu vực. Sang đến thời kỳ cận đại, khu vực Ấn Độ dần bị thôn tính và chuyển sang nằm dưới quyền quản lý của Công ty Đông Ấn Anh từ đầu thế kỷ 18, rồi cuối cùng nằm dưới quyền quản lý trực tiếp của Đế quốc Anh từ giữa thế kỷ 19. Ấn Độ trở thành một quốc gia độc lập vào năm 1947 sau một cuộc đấu tranh dưới hình thức bất bạo động do Mahatma Gandhi lãnh đạo.
Ngày nay, Ấn Độ là một quốc gia cộng hòa lập hiến liên bang nghị viện kết hợp với dân chủ đại nghị và dân chủ trực tiếp, lãnh thổ bao gồm có 29 bang và 7 lãnh thổ liên bang. Nền kinh tế Ấn Độ có quy mô lớn thứ 6 trên thế giới theo GDP danh nghĩa và lớn thứ 3 theo sức mua. Kể từ sau khi ban hành các cải cách kinh tế mới dựa trên cơ sở mở cửa nền kinh tế cũng như hình thành kinh tế thị trường hoàn chỉnh vào năm 1991, Ấn Độ trở thành một trong những nền kinh tế lớn có tốc độ tăng trưởng nhanh trên thế giới, được công nhận là một nước công nghiệp mới.
Ấn Độ là quốc gia sở hữu vũ khí hạt nhân và là một cường quốc, có quân đội thường trực với số lượng lớn thứ 3 trên thế giới, đứng thứ 4 về sức mạnh quân sự tổng hợp và xếp hạng 3 toàn cầu về chi tiêu quân sự, Ấn Độ được đánh giá là một siêu cường tiềm năng. Ấn Độ là thành viên của hầu hết các tổ chức quốc tế lớn, trong đó nổi bật như Liên Hợp Quốc, G20, Khối Thịnh vượng chung Anh. Xã hội Ấn Độ hiện đại là một xã hội đa nguyên. Đây cũng là nơi có sự đa dạng về các loài hoang dã nhiều nhất trong khu vực. Tuy nhiên, quốc gia này vẫn đang tiếp tục phải đối mặt với những thách thức kìm hãm sự phát triển như tỷ lệ nghèo đói cao, phân hóa giàu nghèo lớn, tham nhũng, tranh chấp lãnh thổ với các nước láng giềng, nhiều tư tưởng phân biệt đẳng cấp và hủ tục tôn giáo lạc hậu vẫn còn tồn tại, tình trạng suy dinh dưỡng, giáo dục và y tế công thiếu thốn ở vùng nông thôn cùng các chủ nghĩa ly khai, khủng bố.

## Từ nguyên
Thuật ngữ địa lý Bharat (भारत, phát âm [ˈbʱaːrət̪] ⓘ), được Hiến pháp Ấn Độ công nhận là một tên gọi chính thức của quốc gia, được sử dụng trong nhiều ngôn ngữ Ấn Độ với các biến thể. Bharat bắt nguồn từ tên của Bharata, một nhân vật thần học được kinh thánh Ấn Độ giáo mô tả là một hoàng đế truyền thuyết của Ấn Độ cổ đại. Hindustan ([ɦɪnd̪ʊˈst̪aːn] ⓘ) có nguồn gốc từ một từ trong tiếng Ba Tư có nghĩa là "Vùng đất của người Hindu"; trước năm 1947, thuật ngữ này ám chỉ một khu vực bao trùm lên bắc bộ Ấn Độ và Pakistan. Nó đôi khi được sử dụng để biểu thị toàn bộ Ấn Độ.
Trong các thư tịch Trung Quốc, thời nhà Hán gọi khu vực là "Thân Độc" (身毒), hay "Thiên Trúc" (天竺). Tên gọi Ấn Độ (tiếng Trung: 印度) xuất hiện lần đầu trong "Đại Đường Tây Vực ký" của cao tăng Huyền Trang đời nhà Đường.
Tên gọi India bắt nguồn từ Indus, từ này lại bắt nguồn từ một từ tiếng Ba Tư cổ là Hinduš. Thân từ của thuật ngữ tiếng Ba Tư bắt nguồn từ tiếng Phạn Sindhu, là tên gọi bản địa có tính lịch sử của sông Ấn (Indus). Người Hy Lạp cổ đại gọi người Ấn Độ là Indoi (Ινδοί), có thể dịch là "người của Indus".

## Lịch sử

### Ấn Độ cổ đại
Người hiện đại về phương diện giải phẫu được cho là đến Nam Á từ 73.000 – 55.000 năm trở lại đây, song các hài cốt được xác nhận của giống người này chỉ có niên đại sớm nhất là từ 30.000 năm trước. Tại nhiều nơi trên tiểu lục địa Ấn Độ, người ta phát hiện được các di chỉ nghệ thuật trên đá gần cùng thời với thời đại đồ đá giữa, bao gồm các chỗ ở hang đá Bhimbetka tại Madhya Pradesh. Khoảng năm 7000 TCN, các khu định cư thời đại đồ đá mới đầu tiên được biết đến đã xuất hiện trên tiểu lục địa, tại Mehrgarh và các di chỉ khác ở đông bộ Pakistan. Chúng dần phát triển thành văn minh thung lũng sông Ấn, là nền văn hóa đô thị đầu tiên tại Nam Á; và phát triển hưng thịnh trong khoảng thời gian 2500–1900 TCN tại Pakistan và tây bộ Ấn Độ. Nền văn minh này tập trung quanh các thành thị như Mohenjo-daro, Harappa, Dholavira, và Kalibangan, và dựa trên các hình thức sinh kế đa dạng, nền văn minh này có hoạt động sản xuất thủ công nghiệp mạnh cùng với mậu dịch trên phạm vi rộng.
Trong giai đoạn 2000–500 TCN, xét theo khía cạnh văn hóa, nhiều khu vực tại tiểu lục địa chuyển đổi từ thời đại đồ đồng đá sang thời đại đồ sắt. Vệ-đà là những thánh kinh cổ nhất của Ấn Độ giáo, chúng được soạn trong giai đoạn này, và các nhà sử học phân tích chúng để thừa nhận về một nền văn hóa Vệ-đà ở vùng Punjab và phần thượng của đồng bằng sông Hằng. Hầu hết các sử gia cũng nhận định trong giai đoạn này có một vài làn sóng người Ấn-Arya nhập cư đến tiểu lục địa từ phía tây-bắc. Chế độ đẳng cấp Vác-na xuất hiện trong giai đoạn này, tạo nên một hệ thống thứ bậc trong đó bao gồm các tăng lữ, quân nhân, nông dân tự do, tuy nhiên loại trừ người dân bản địa bằng cách gán cho công việc của họ là thứ ô uế. Trên cao nguyên Deccan, bằng chứng khảo cổ từ thời kỳ này góp phần khẳng định sự tồn tại của tổ chức chính trị ở một giai đoạn tù bang. Tại nam bộ Ấn Độ, một lượng lớn các bia kỷ niệm cự thạch có niên đại từ thời kỳ này cho thấy có một sự tiến triển lên cuộc sống định cư, ngoài ra còn có các dấu vết về nông nghiệp, bể tưới tiêu, và thủ công truyền thống nằm không xa đó.

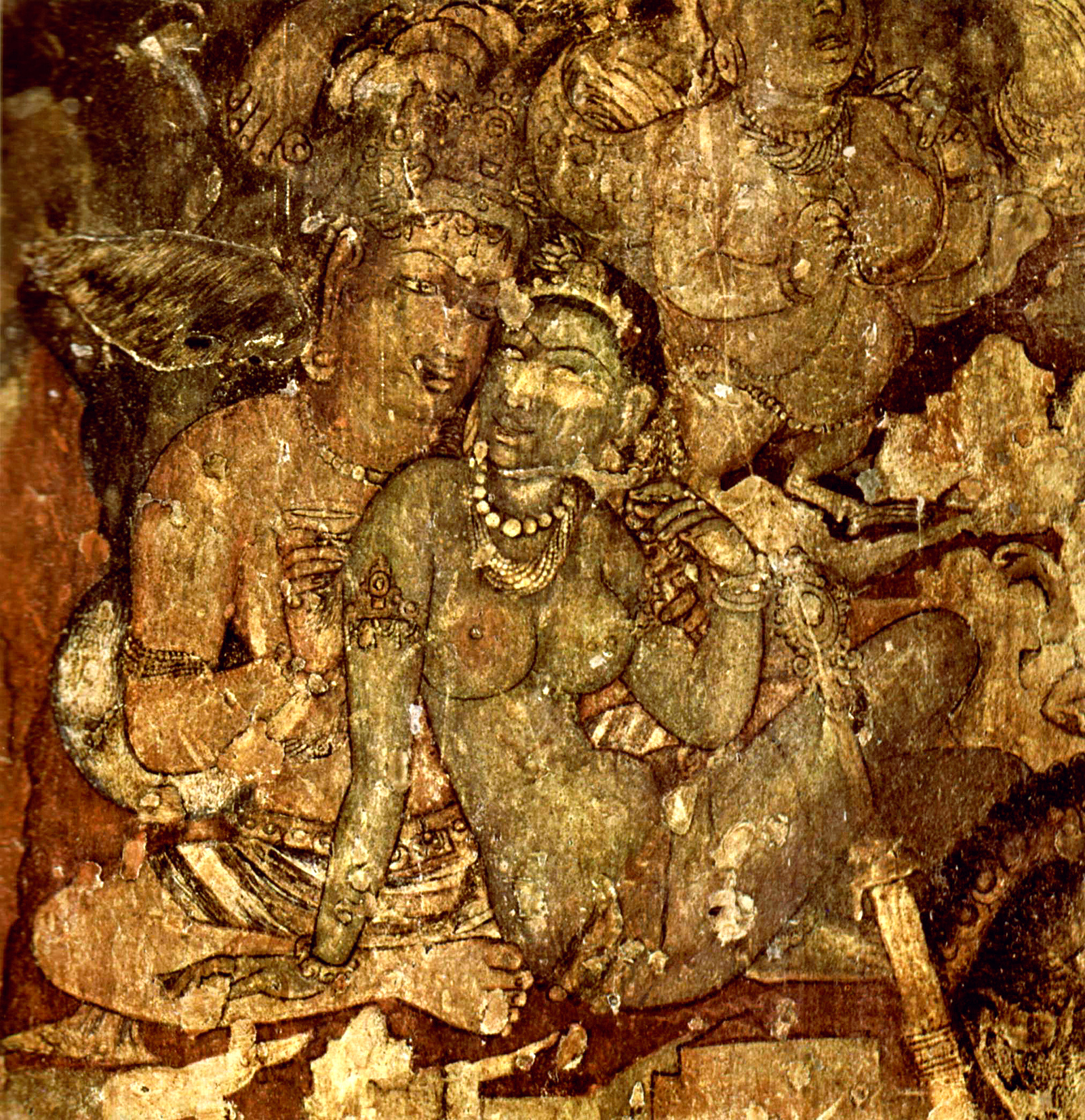
Bức họa tại Các hang Ajanta, Aurangabad, bang tây bộ Maharashtra

Vào cuối giai đoạn Vệ-đà, khoảng thế kỷ V TCN, các tù bang nhỏ ở đồng bằng sông Hằng và tây-bắc thống nhất thành 16 quả đầu quốc và quân chủ quốc lớn, chúng được gọi là các mahajanapada. Đô thị hóa nổi lên và các tính chất chính thống trong thời kỳ này cũng hình thành nên các phong trào tôn giáo không chính thống, hai trong số đó trở thành các tôn giáo độc lập. Phật giáo dựa trên lời dạy của Tất-đạt-đa Cồ-đàm, thu hút các môn đồ từ tất cả các tầng lớp xã hội trừ tầng lớp trung lưu; ghi chép biên niên sử về cuộc đời của Phật là trung tâm trong việc khởi đầu lịch sử thành văn tại Ấn Độ. Đạo Jaina nổi lên trong thời kỳ của người mô phạm của nó là Mahavira. Tại một thời kỳ mà đô thị thêm phần thịnh vượng, cả hai tôn giáo đều duy trì sự từ bỏ như một tư tưởng, và cả hai đều hình thành các truyền thống tu viện lâu dài. Về mặt chính trị, vào thế kỷ III TCN, Vương quốc Magadha sáp nhập hoặc chinh phục các quốc gia khác để rồi nổi lên thành Đế quốc Maurya  . Đế quốc Maurya từng kiểm soát hầu hết tiểu lục địa ngoại trừ vùng viễn nam, song các khu vực lõi của nó nay bị phân ly bởi các khu vực tự trị lớn. Các quốc vương của Maurya được biết đến nhiều với việc xây dựng đế quốc và quản lý sinh hoạt công cộng một cách quả quyết, như Ashoka từ bỏ chủ nghĩa quân phiệt và ủng hộ rộng rãi "Phật pháp".
Văn học Sangam viết bằng tiếng Tamil tiết lộ rằng vào giai đoạn từ 200 TCN đến 200 CN, nam bộ bán đảo nằm dưới quyền quản lý của các triều đại Chera, Chola, và Pandya, các triều đại này có quan hệ mậu dịch rộng rãi với Đế quốc La Mã cũng như với khu vực Tây và Đông Nam Á. Ở bắc bộ Ấn Độ, Ấn Độ giáo khẳng định quyền kiểm soát phụ quyền trong gia đình, khiến phụ nữ tăng thêm tính lệ thuộc. Đến thế kỷ IV và V, Đế quốc Gupta được hình thành tại đồng bằng sông Hằng với một phức hệ về hành pháp và phú thuế, trở thành hình mẫu cho các vương quốc sau này tại Ấn Độ. Dưới chế độ Gupta, Ấn Độ giáo hồi phục dựa trên cơ sở lòng sùng đạo thay vì quản lý lễ nghi và bắt đầu khẳng định được mình. Sự phục hồi của Ấn Độ giáo thể hiện qua việc nở rộ các công trình điêu khắc và kiến trúc, những thứ trở nên quen thuộc trong một giới tinh hoa đô thị. Văn học tiếng Phạn cổ điển cũng nở rộ, và khoa học, thiên văn học, y học, toán học Ấn Độ có các tiến bộ đáng kể.

### Ấn Độ trung đại

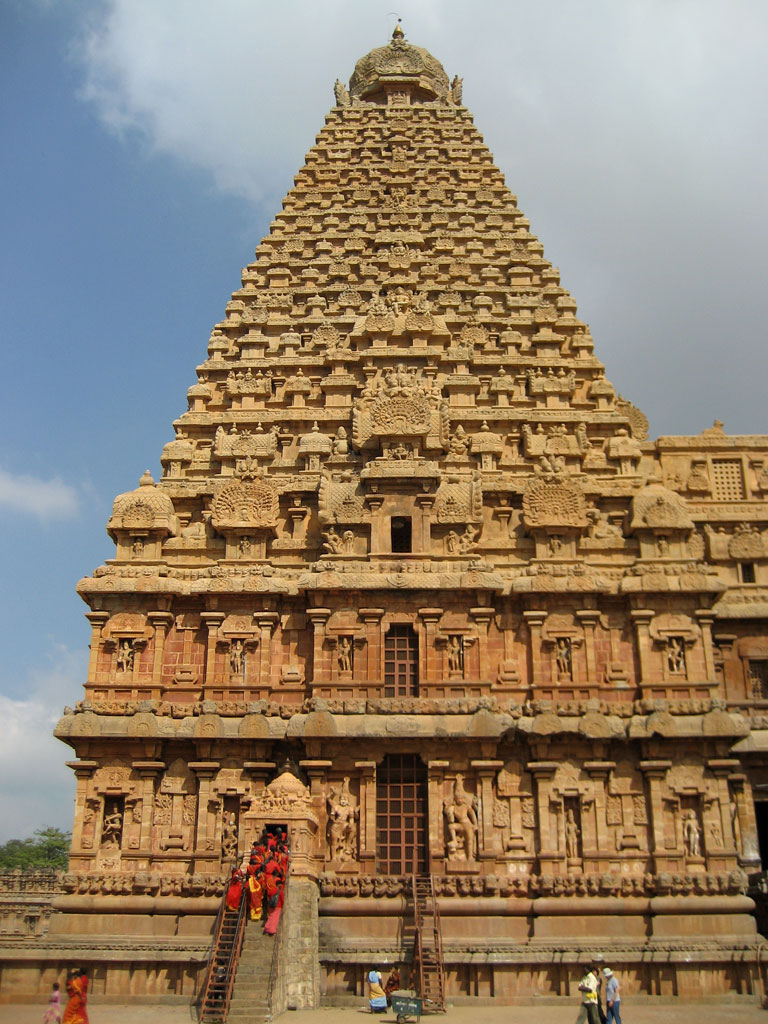
Tháp làm bằng đá granit của đền Brihadeeswarar tại Thanjavur, bang nam bộ Tamil Nadu được hoàn thành vào năm 1010, dưới triều Chola.

Thời kỳ Ấn Độ trung đại đầu kéo dài từ năm 600 đến năm 1200, có đặc điểm là các vương quốc mang tính khu vực và đa dạng văn hóa. Khi người cai trị phần lớn đồng bằng Ấn-Hằng từ 606 đến 647 là Hoàng đế Harsha cố gắng khuếch trương về phía nam, ông chiến bại trước quân chủ của triều Chalukya ngự trị tại Deccan. Khi người thừa tự của Harsha nỗ lực khuếch trương về phía đông, ông ta chiến bại trước quân chủ của Pala ngự trị tại Bengal. Khi triều Chalukya nỗ lực khuếch trương về phía nam, họ chiến bại trước triều Pallava ở xa hơn về phía nam, triều Pallava lại đối đầu với triều Pandya và triều Chola ở xa hơn nữa về phía nam. Không quân chủ nào trong giai đoạn này có thể thiết lập nên một đế quốc và kiểm soát liên tục các vùng đất nằm xa vùng lãnh thổ lõi của mình. Trong thời kỳ này, các mục dân có đất đai bị phát quang để phát triển kinh tế nông nghiệp được thu nhận vào trong xã hội đẳng cấp, trở thành tầng lớp thống trị phi truyền thống mới. Hệ thống đẳng cấp do đó bắt đầu thể hiện những khác biệt giữa các vùng.
Trong thế kỷ VI và VII, các bài thánh ca cầu nguyện đầu tiên được sáng tác bằng tiếng Tamil. Toàn Ấn Độ mô phỏng theo điều đó và khiến cho Ấn Độ giáo tái khởi, và toàn bộ các ngôn ngữ hiện đại trên tiểu lục địa có sự phát triển. Các vương thất lớn nhỏ tại Ấn Độ cùng các đền thờ mà họ bảo trợ thu hút một lượng rất lớn các thần dân đến kinh thành, các kinh thành cũng trở thành những trung tâm kinh tế. Các đô thị thánh đường với kính cỡ khác nhau bắt đầu xuất hiện khắp nơi khi Ấn Độ trải qua một quá trình đô thị hóa nữa. Đến thế kỷ VIII và IX, các ảnh hưởng của Ấn Độ được nhận thấy tại Đông Nam Á, khi mà văn hóa và hệ thống chính trị Nam Á được truyền bá ra các vùng đất mà nay là một phần của Myanmar, Thái Lan, Lào, Campuchia, Việt Nam, Malaysia, và Java. Các thương nhân, học giả, và đôi khi là quân nhân Ấn Độ tham gia vào sự truyền bá này; người Đông Nam Á cũng có sự chủ động, nhiều người lưu lại một thời gian trong các trường dòng Ấn Độ và dịch các văn bản Phật giáo và Ấn Độ giáo sang ngôn ngữ của họ.
Các thị tộc du cư Trung Á sử dụng kỵ binh và có các đội quân đông đảo được thống nhất nhờ dân tộc và tôn giáo, sau thế kỷ X họ liên tiếp tràn qua các đồng bằng ở tây-bắc của Nam Á, cuối cùng hình thành nên Vương quốc Hồi giáo Delhi vào năm 1206. Vương quốc này kiểm soát phần lớn bắc bộ Ấn Độ, tiến hành nhiều hoạt động đánh phá xuống nam bộ Ấn Độ. Mặc dù chính quyền Hồi giáo ban đầu phá vỡ giới tinh hoa Ấn Độ, song các thần dân phi Hồi giáo của vương quốc này phần lớn vẫn duy trì được luật lệ và phong tục riêng của họ. Vương quốc Hồi giáo Delhi nhiều lần đẩy lui quân Mông Cổ trong thế kỷ XIII, cứu nguy Ấn Độ khỏi cảnh tàn phá giống như ở Trung và Tây Á. Vương quốc trở thành nơi định cư của những quân nhân bỏ trốn, người có học, pháp sư, thương gia, nghệ sĩ, thợ thủ công từ khu vực Trung và Tây Á, tạo nên một nền văn hóa Ấn-Hồi hổ lốn ở bắc bộ Ấn Độ. Các cuộc đột kích của Vương quốc Hồi giáo Delhi và sự suy yếu của các vương quốc khu vực ở nam bộ Ấn Độ tạo điều kiện cho Đế quốc Vijayanagara bản địa hình thành. Đế quốc phương nam này theo một truyền thống Shiva giáo mạnh mẽ và xây dựng nên kỹ thuật quân sự vượt lên trên Vương quốc Hồi giáo Delhi, kiểm soát được phần nhiều Ấn Độ Bán đảo, và có ảnh hưởng đến xã hội nam bộ Ấn Độ trong một thời gian dài sau đó.

### Ấn Độ cận đại

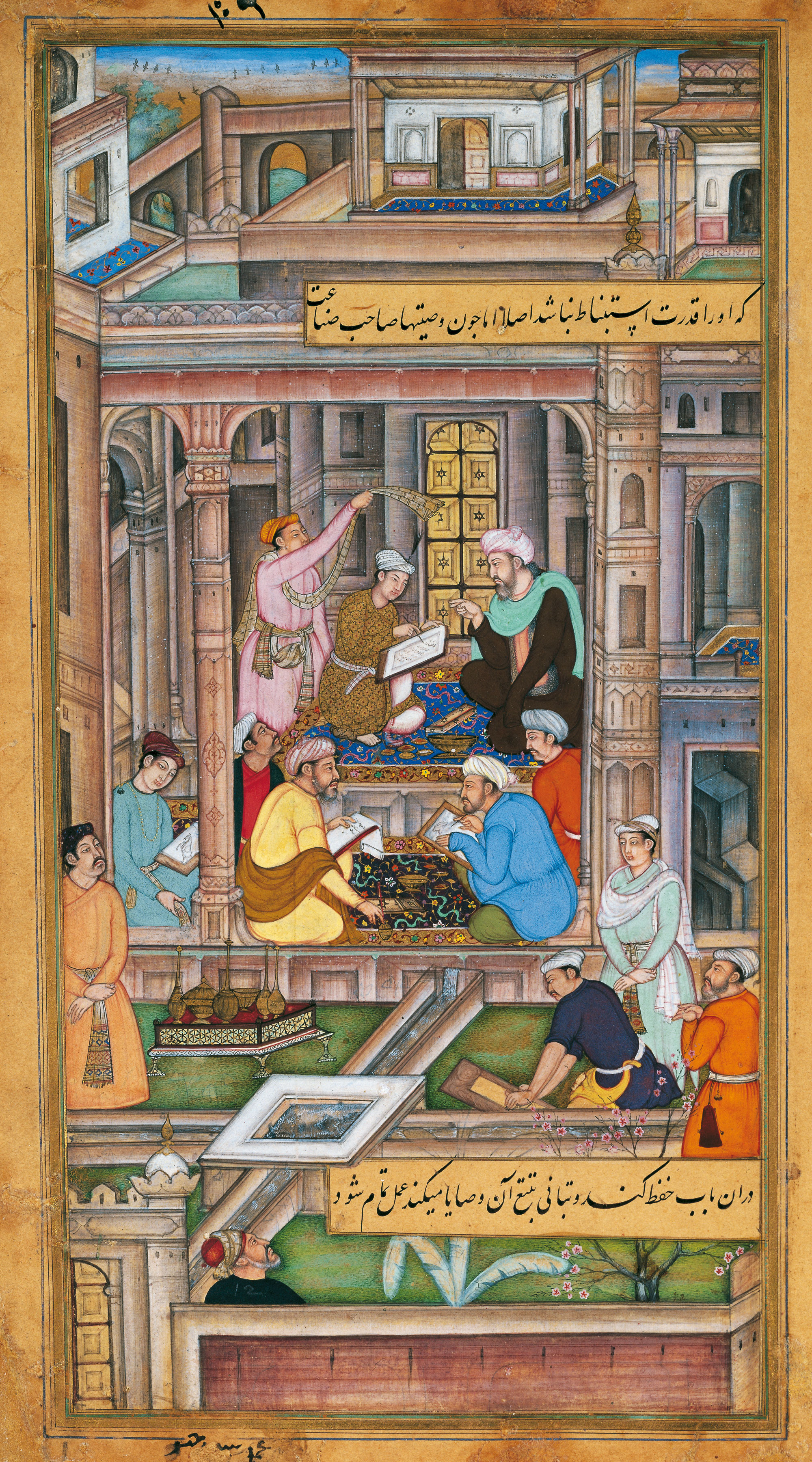
Các họa sĩ và thư pháp gia đang làm việc (1590–1595), dưới thời Đế quốc Mogul.

Đầu thế kỷ XVI, bắc bộ Ấn Độ khi đó nằm dưới quyền cai trị của các quân chủ mà phần lớn theo Hồi giáo, song một lần nữa lại sụp đổ trước tính linh động và hỏa lực vượt trội của một thế hệ các chiến binh Trung Á mới. Đế quốc Mogul ra đời song không nghiền nát các xã hội địa phương, mà thay vào đó là cân bằng và bình định họ thông qua các thủ tục quản trị mới cùng giới tinh hoa cầm quyền vốn có đặc điểm đa dạng và bao dung, tạo ra một nền cai trị có hệ thống hơn, tập trung hóa và thống nhất. Nhằm tránh xiềng xích bộ lạc và bản sắc Hồi giáo, đặc biệt là dưới thời Akbar, người Mogul đoàn kết đế chế rộng lớn của họ thông qua lòng trung thành đối với một hoàng đế có địa vị gần như thần thánh, biểu đạt một nền văn hóa Ba Tư hóa. Các chính sách kinh tế quốc gia của Mogul, vốn có phần lớn nguồn thu đến từ nông nghiệp và yêu cầu các khoản thuế phải trả theo tiền bạc được quản lý chặt, khiến cho các nông dân và thợ thủ công tiến vào những thị trường lớn hơn. Đế quốc giữ được tình hình tương đối hòa bình trong phần lớn thế kỷ XVII, và đây là một yếu tố giúp mở rộng kinh tế Ấn Độ, kết quả là sự bảo trợ lớn hơn đối với hội họa, các loại hình văn chương, dệt, và kiến trúc. Các nhóm xã hội mới kết hợp tại bắc bộ và tây bộ Ấn Độ, như Maratha, Rajput, và Sikh, giành được tham vọng về quân sự và quản trị dưới chế độ Mogul, và thông qua cộng tác hoặc tai họa, họ thu được cả sự công nhận và kinh nghiệm quân sự. Sự mở rộng thương mại dưới chế độ Mogul giúp cho giới tinh hoa thương mại và chính trị Ấn Độ mới dọc theo các bờ biển nam bộ và đông bộ nổi bật lên. Khi đế quốc tan rã, nhiều người trong giới tinh hoa này có thể theo đuổi và kiểm soát được công việc của họ.
Đầu thế kỷ XVIII, khi mà ranh giới giữa thống trị thương mại và chính trị ngày càng bị lu mờ, một số công ty mậu dịch phương Tây, bao gồm Công ty Đông Ấn Anh, thiết lập nên các tiền đồn ven biển. Công ty Đông Ấn Anh có quyền kiểm soát đối với các vùng biển, tiềm lực lớn hơn, có khả năng huấn luyện quân sự cùng công nghệ tiến bộ hơn, do vậy thu hút một bộ phận giới tinh hoa Ấn Độ. Nhờ đó, Công ty Đông Ấn Anh gặp thuận lợi trong việc giành quyền kiểm soát đối với vùng Bengal vào năm 1765 và gạt các công ty châu Âu khác ra ngoài lề. Công ty Đông Ấn Anh tiếp tục tiếp cận được sự giàu có của Bengal, và sau khi tăng cường sức mạng và quy mô quân đội thì Công ty có năng lực thôn tính hoặc khuất phục hầu hết Ấn Độ vào thập niên 1820. Ấn Độ sau đó không còn là nhà xuất khẩu hàng hóa chế tạo như một thời gian dài trước đó, mà trở thành một nơi cung cấp nguyên liệu cho Đế quốc Anh, và nhiều sử gia xem đây là lúc thời kỳ thực dân tại Ấn Độ bắt đầu. Đương thời, do quyền lực kinh tế bị Nghị viện Anh Quốc tước bỏ một cách nghiêm trọng và do bản thân trên thực tế là một cánh tay nối dài của chính phủ Anh Quốc, Công ty Đông Ấn Anh bắt đầu có ý thức hơn trong việc tiến vào các hoạt động phi kinh tế như giáo dục, cải cách xã hội, và văn hóa.

### Ấn Độ hiện đại

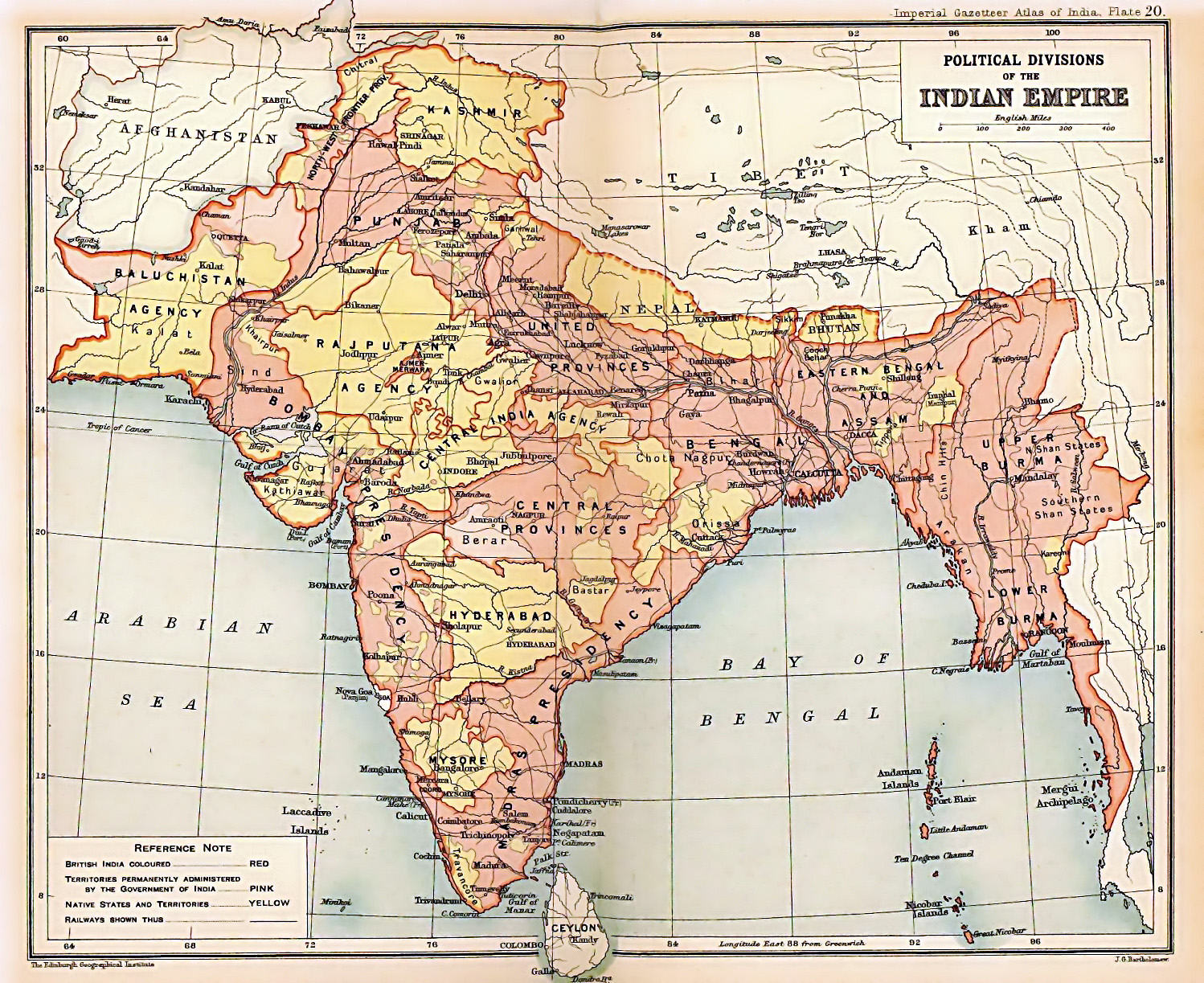
Ấn Độ thuộc Anh, từ bản năm 1909 của The Imperial Gazetteer of India. Các khu vực do Anh Quốc trực tiếp quản lý được tô màu hồng bóng; các phiên vương quốc nằm dưới quyền tông chủ của Anh Quốc được tô màu vàng.

Các sử gia xem thời kỳ hiện đại của Ấn Độ bắt đầu từ giai đoạn 1848–1885. Việc bổ nhiệm James Broun-Ramsay làm Toàn quyền của Công ty Đông Ấn Anh vào năm 1848 chuẩn bị cho những thay đổi cốt yếu đối với một quốc gia hiện đại. Chúng bao gồm củng cố và phân ranh giới chủ quyền, sự giám sát của người dân, và giáo dục cho công dân. Các biến đổi về công nghệ như đường sắt, kênh đào, và điện báo được đưa đến Ấn Độ không lâu sau khi chúng được giới thiệu tại châu Âu. Tuy nhiên, sự bất mãn đối với Công ty cũng tăng lên trong thời kỳ này, và Khởi nghĩa Ấn Độ 1857 bùng nổ. Cuộc khởi nghĩa bắt nguồn từ những oán giận và nhận thức đa dạng, bao gồm cải cách xã hội kiểu Anh, thuế đất khắc nghiệt, và đối đãi tồi của một số địa chủ giàu có và phiên vương, nó làm rung chuyển nhiều khu vực ở bắc bộ và trung bộ Ấn Độ và làm lung lay nền móng của Công ty Đông Ấn Anh. Mặc dù cuộc khởi nghĩa bị đàn áp vào năm 1858, song nó khiến cho Công ty Đông Ấn Anh giải thể và Chính phủ Anh Quốc từ đó trực tiếp quản lý Ấn Độ, tức Raj thuộc Anh. Những người cai trị mới công bố một nhà nước nhất thể và một hệ thống nghị viện từng bước theo kiểu Anh song có hạn chế, nhưng họ cũng bảo hộ các phó vương và quý tộc địa chủ nhằm tạo ra một thế lực hộ vệ phong kiến để chống lại bất ổn trong tương lai. Trong các thập niên sau đó, hoạt động quần chúng dần nổi lên trên khắp Ấn Độ, cuối cùng dẫn đến việc thành lập Đảng Quốc đại Ấn Độ vào năm 1885.

Jawaharlal Nehru (trái) trở thành thủ tướng đầu tiên của Ấn Độ vào năm 1947. Mahatma Gandhi (phải) là người lãnh đạo phong trào độc lập.

Sự phát triển nhanh chóng của kỹ thuật cùng với thương mại hóa nông nghiệp trong nửa sau thế kỷ XIX gây nên các khó khăn kinh tế: nhiều nông dân nhỏ trở nên phụ thuộc vào các nhu cầu của các thị trường xa xôi. Số lượng nạn đói quy mô lớn gia tăng, và có ít công việc công nghiệp được trao cho người Ấn Độ. Tuy nhiên, nó cũng có những tác động tích cực: trồng trọt mang tính thương mại, đặc biệt là ở vùng Punjab mới được khơi kênh, khiến sản lượng lương thực dành cho tiêu dùng nội địa gia tăng. Hệ thống đường sắt giúp cung cấp đồ cứu tế đến những nơi bị nạn đói nguy cấp, giảm đáng kể chi phí vận chuyển hàng hóa, và giúp ích cho ngành công nghiệp non trẻ của Ấn Độ. Có khoảng một triệu người Ấn Độ phục vụ cho Anh Quốc trong Chiến tranh thế giới thứ nhất, và sau cuộc chiến này là một thời kỳ mới. Thời kỳ này mang dấu ấn với các cải cách của Anh Quốc song cũng có các áp chế về luật pháp, với việc người Ấn Độ mãnh liệt hơn trong việc yêu cầu quyền tự trị, và với việc bắt đầu một phong trào bất bạo động bất hợp tác - trong đó Mohandas Karamchand Gandhi trở thành lãnh tụ và biểu tượng. Trong thập niên 1930, Anh Quốc ban hành các cải cách lập pháp một cách chậm chạp; Đảng Quốc đại Ấn Độ giành chiến thắng trong các cuộc bầu cử. Thập niên tiếp theo chìm trong các cuộc khủng hoảng: Ấn Độ tham gia vào Chiến tranh thế giới thứ hai, Đảng Quốc đại kiên quyết bất hợp tác, và một đợt bột phát chủ nghĩa dân tộc Hồi giáo. Tất cả đều bị ngăn lại với việc Ấn Độ giành được độc lập vào năm 1947, song bị kiềm chế do thuộc địa này phân chia thành hai quốc gia: Ấn Độ và Pakistan.
Tuy được Anh trao trả độc lập trong hòa bình, nhưng mâu thuẫn nội bộ tại Ấn Độ khiến đổ máu vẫn xảy ra. Tiếp theo và trước khi có sự chia cắt các tỉnh Punjab và Bengal, bạo động giữa người Sikh, Hindu và Hồi giáo đã bùng nổ ở một vài nơi, bao gồm Punjab, Bengal và Delhi, làm 500.000 người thiệt mạng. Ngày 30 tháng 1 năm 1948, trên đường đến một nơi thờ tụng, Mahatma Gandhi, người lãnh đạo phong trào giành độc lập, bị bắn chết bởi một môn đồ Ấn giáo cực đoan.
Để khẳng định hình ảnh là một quốc gia độc lập, hiến pháp Ấn Độ được hoàn thành vào năm 1950, xác định Ấn Độ là một nền cộng hòa thế tục và dân chủ. Trong 60 năm sau đó, Ấn Độ trải qua cả những thành công và thất bại. Nước này vẫn duy trì một chế độ dân chủ với các quyền tự do dân sự, một Tòa án tối cao hoạt động tích cực, và một nền báo chí độc lập ở mức độ lớn. Tự do hóa kinh tế bắt đầu từ thập niên 1990 và tạo ra một tầng lớp trung lưu thành thị có quy mô lớn, biến Ấn Độ thành một trong những nền kinh tế phát triển nhanh trên thế giới và tăng cường ảnh hưởng địa chính trị của mình. Phim, âm nhạc và giảng đạo của Ấn Độ đóng một vai trò ngày càng lớn trong văn hóa toàn cầu. Tuy nhiên, Ấn Độ phải đương đầu với các vấn đề như tình trạng nghèo nàn phổ biến ở cả thành thị lẫn nông thôn; các xung đột liên quan đến tôn giáo và đẳng cấp; từ quân nổi dậy Naxalite được truyền cảm hứng từ tư tưởng Mao Trạch Đông; từ chủ nghĩa ly khai tại Jammu và Kashmir và tại Đông Bắc. Các tranh chấp lãnh thổ chưa được giải quyết với Trung Quốc, từng leo thang thành Chiến tranh Trung-Ấn năm 1962 (Ấn Độ thua trận và mất một số lãnh thổ) và các cuộc chiến tranh biên giới với Pakistan bùng phát vào các năm 1947, 1965, 1971 và 1999. Sự đối đầu hạt nhân Ấn Độ–Pakistan lên đến đỉnh vào năm 1998.

## Địa lý

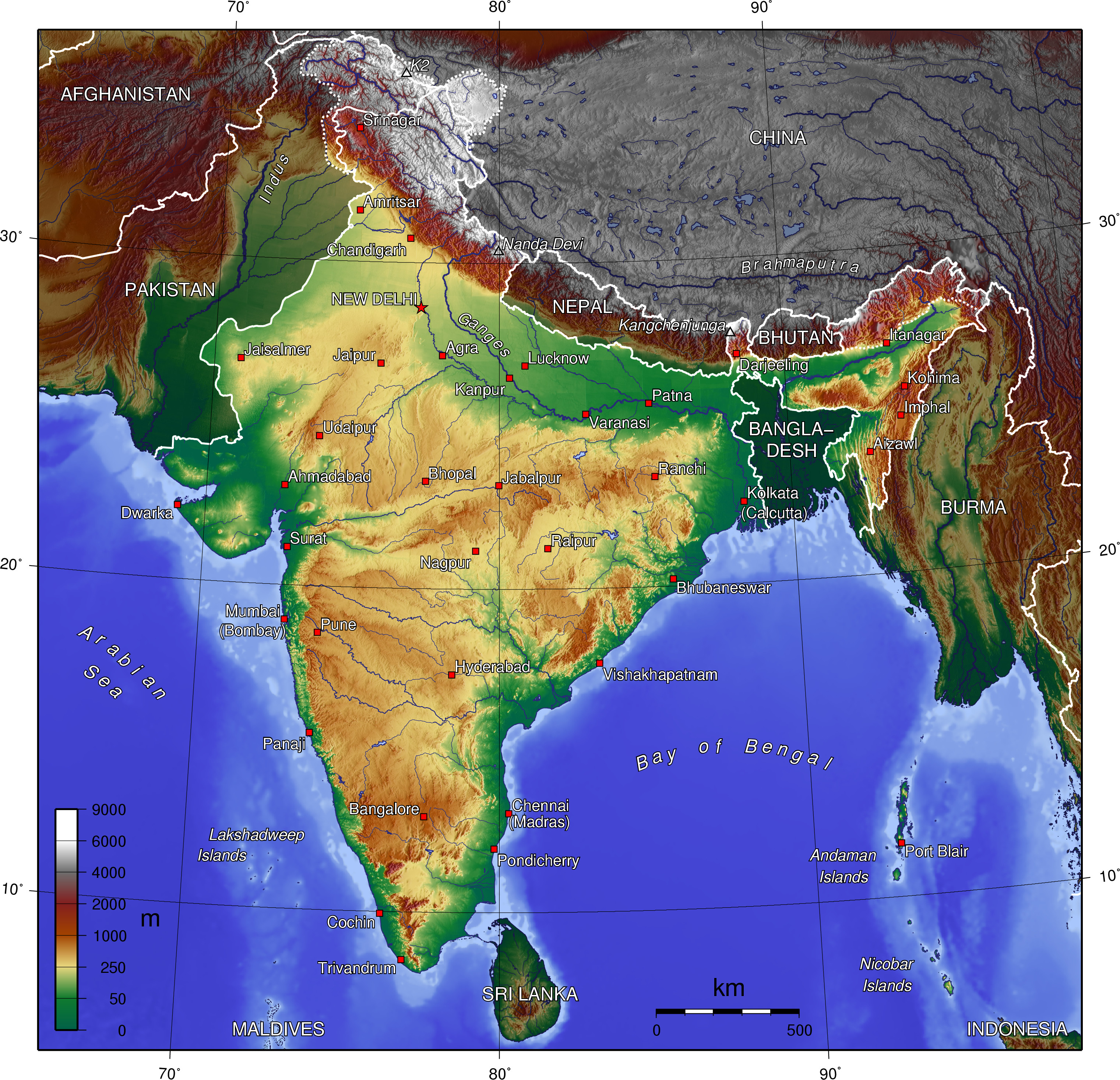
Bản đồ địa hình Ấn Độ

Ấn Độ bao trùm phần lớn tiểu lục địa Ấn Độ và nằm trên đỉnh của mảng kiến tạo Ấn Độ- một phần của mảng Ấn-Úc. Các quá trình địa chất học xác định được của Ấn Độ bắt đầu từ 75 triệu năm trước, khi đó tiểu lục địa Ấn Độ một bộ phận của siêu lục địa phương nam Gondwana và bắt đầu trôi giạt về phía đông-bắc qua Ấn Độ Dương (khi đó còn chưa thành hình) kéo dài trong 50 triệu năm. tiểu lục địa sau đó va chạm và hút chìm bên dưới mảng Á-Âu đẩy lên cao dãy Himalaya có độ cao lớn nhất hành tinh. Dãy Himalaya hiện tiếp giáp với Ấn Độ ở phía Bắc và Đông-Bắc. Tại đáy biển cũ nằm ngay phía nam dãy Himalaya, kiến tạo mảng hình thành nên một máng rộng lớn để rồi dần bị trầm tích từ sông bồi lấp; hình thành nên đồng bằng Ấn-Hằng hiện nay. Ở phía tây có hoang mạc Thar, dãy núi cổ Aravalli chia cắt hoang mạc này với đồng bằng Ấn-Hằng.
Mảng Ấn Độ gốc còn lại hiện là phần Ấn Độ bán đảo, đây là phần cổ nhất và có địa chất ổn định nhất của Ấn Độ; viễn bắc của phần này là các dãy Satpura và Vindhya tại trung bộ Ấn Độ. Hai dãy song song này chạy từ bờ biển Ả Rập thuộc bang Gujarat ở phía tây đến cao nguyên Chota Nagpur có nhiều than thuộc bang Jharkhand ở phía đông. Ở phía nam, ở hai bên sườn tây và đông của cao nguyên Deccan là các dãy núi ven biển được gọi là Ghat Tây và Ghat Đông; cao nguyên có các thành hệ đá cổ nhất của quốc gia, một vài trong số đó có trên 1 tỷ năm tuổi. Ấn Độ nằm ở bắc Xích đạo, từ 6°44' đến 35°30' vĩ Bắc (37°6' nếu tính cả vùng tuyên bố chủ quyền tại Kashmir) và từ 68°7' đến 97°25' kinh Đông.
Ấn Độ có đường bờ biển dài 7.517 kilômét (4.700 mi); trong đó, 5.423 kilômét (3.400 mi) thuộc Ấn Độ bán đảo và 2.094 kilômét (1.300 mi) thuộc các dãy đảo Andaman, Nicobar, và Lakshadweep. Theo biểu đồ thủy văn học của Hải quân Ấn Độ, bờ biển lục địa của quốc gia gồm: 43% là bãi biển cát; 11% là bờ đá, gồm cả vách đá; và 46% là bãi bùn hay bãi lầy.
Các sông lớn bắt nguồn từ dãy Himalaya về căn bản chảy qua lãnh thổ Ấn Độ gồm có sông Hằng và Brahmaputra, cả hai đều đổ vào vịnh Bengal. Các chi lưu quan trọng của sông Hằng bao gồm Yamuna và Kosi; độ dốc quá nhỏ của sông Kosi thường dẫn đến các trận lụt nghiêm trọng và thay đổi dòng chảy. Các sông chính ở phần bán đảo có độ dốc lớn hơn nên giúp ngăn ngừa nạn lụt, gồm có Godavari, Mahanadi, Kaveri, và Krishna, chúng đều đổ vào vịnh Bengal; trong khi Narmada và Tapti đổ nước vào biển Ả Rập. Các địa điểm đặc biệt của vùng ven biển Ấn Độ là đồng lầy nước mặn Kutch ở tây bộ Ấn Độ và đồng bằng phù sa Sundarbans (chia sẻ với Bangladesh) ở đông bộ Ấn Độ. Ấn Độ có hai quần đảo lớn: Lakshadweep, gồm các đảo san hô vòng ở ngoài khơi bờ biển tây-nam Ấn Độ; còn Quần đảo Andaman và Nicobar là một dãy núi lửa trên biển Andaman.
Khí hậu Ấn Độ chịu ảnh hưởng mạnh từ dãy Himalaya và hoang mạc Thar, các cơn gió mùa vào mùa hè và mùa đông có sự tác động từ hai nơi này và mang ý nghĩa quan trọng về kinh tế và văn hóa. Himalaya ngăn gió hạ giáng lạnh từ Trung Á thổi xuống, giữ cho phần lớn tiểu lục địa Ấn Độ ấm hơn so với những nơi khác cùng vĩ độ. Hoang mạc Thar đóng một vai trò quyết định trong việc hút gió mùa mùa hè tây-nam chứa nhiều hơi ẩm từ tháng 6 đến tháng 10, cung cấp phần lớn lượng mưa của Ấn Độ. Bốn nhóm khí hậu lớn chi phối tại Ấn Độ: nhiệt đới mưa, nhiệt đới khô, cận nhiệt đới ẩm, núi cao.

### Môi trường
Tại Ấn Độ, các vấn đề chủ yếu về môi trường bao gồm suy thoái rừng và suy thoái đất nông nghiệp; cạn kệt tài nguyên nước, khoáng sản, rừng, cát và đá; suy thoái môi trường; các vấn đề về y tế công; mất đa dạng sinh học; các hệ sinh thái mất khả năng phục hồi và an ninh sinh kế cho người nghèo. Tuy nhiên, theo các dữ liệu thu thập được và nghiên cứu tác động môi trường của các chuyên gia Ngân hàng Thế giới, từ năm 1995 đến năm 2010, Ấn Độ là một trong những nước có sự tiến bộ nhanh nhất thế giới trong việc giải quyết các vấn đề môi trường và cải thiện chất lượng môi trường.

### Đa dạng sinh học
Ấn Độ nằm trong vùng sinh thái Indomalaya và gồm có ba điểm nóng đa dạng sinh học. Ấn Độ là một trong 17 quốc gia đa dạng sinh vật siêu cấp, có 8,6% tổng số loài thú, 13,7% tổng số loài chim, 7,9% tổng số loài bò sát, 6% tổng số loài lưỡng cư, 12,2% tổng số loài cá, và 6,0% tổng số loài thực vật có hoa. Ấn Độ có nhiều loài đặc hữu, chiếm tỷ lệ 33%, và nằm tại các vùng sinh thái như rừng shola. Môi trường sống trải dài từ rừng mưa nhiệt đới của quần đảo Andaman, Ghat Tây, và Đông Bắc đến rừng tùng bách trên dãy Himalaya. Giữa chúng là rừng sala sớm rụng ẩm ở đông bộ Ấn Độ; rừng tếch sớm rụng khô ở trung bộ và nam bộ Ấn Độ; và rừng gai do keo Ả Rập thống trị nằm ở trung bộ Deccan và tây bộ đồng bằng sông Hằng. Dưới 12% đất đai của Ấn Độ có rừng rậm bao phủ. Sầu đâu là một loài cây quan trọng tại Ấn Độ, được sử dụng rộng rãi trong thảo dược nông thôn Ấn Độ. Cây đề xuất hiện trên các ấn ở di chỉ Mohenjo-daro, Đức Phật giác ngộ dưới gốc của loài cây này.
Nhiều loài tại Ấn Độ bắt nguồn từ các taxon có nguồn gốc từ Gondwana- nơi mà mảng Ấn Độ tách ra từ hơn 106 triệu năm trước. Ấn Độ bán đảo sau đó di chuyển đến và va chạm với siêu lục địa Laurasia và khởi đầu sự trao đổi loài trên quy mô lớn. Việc khởi đầu kỷ nguyên núi lửa và thay đổi khí hậu vào 20 triệu năm trước dẫn đến tuyệt chủng hàng loạt. Các loài thú sau đó tiến vào Ấn Độ từ châu Á thông qua hai hành lang động vật địa lý học đi vòng qua sườn dãy Himalaya đang nổi lên. Do đó, trong khi 45,8% số loài bò sát và 55,8% số loài lưỡng cư là đặc hữu, thì chỉ có 12,6% số loài thú và 4,5% số loài chim là đặc hữu. Ấn Độ có 172 loài động vật bị đe dọa theo chỉ định của IUCN, hay 2,9% số loài gặp nguy hiểm.
Việc loài người tràn ngập và tàn phá sinh thái trong những thập niên gần dây khiến các loài hoang dã gặp nguy hiểm cực kỳ lớn. Hệ thống các vườn quốc gia và khu bảo tồn khởi đầu từ năm 1935, và sau đó được mở rộng về căn bản. Năm 1972, Ấn Độ ban hành Luật bảo vệ loài hoang dã và Dự án Hổ để bảo vệ những vùng hoang vu cốt yếu; Đạo luật Bảo tồn rừng được ban hành vào năm 1980 và sửa đổi bổ sung vào năm 1988. Ấn Độ có hơn 500 khu bảo tồn loài hoang dã và 13 khu dự trữ sinh quyển, bốn trong số đó là một phần của Hệ thống khu dự trữ sinh quyển thế giới; 25 khu đất ngập nước được đăng ký nằm dưới Công ước Ramsar.

## Chính trị
Ấn Độ là một nước cộng hòa nghị viện với một hệ thống đa đảng, có sáu đảng cấp quốc gia được công nhận, bao gồm Đảng Quốc đại Ấn Độ và Đảng Bharatiya Janata, và trên 40 đảng cấp địa phương. Đảng Quốc đại được nhận định là có tư tưởng trung-tả hay là "tự do", còn Đảng Bharatiya Janata có tư tưởng trung-hữu hay là "bảo thủ". Từ năm 1950 đến cuối thập niên 1980, Đảng Quốc đại nắm giữ đa số ghế trong Quốc hội. Tuy nhiên, kể từ đó, Đảng Quốc đại ngày càng chia sẻ nhiều hơn vũ đài chính trị với Đảng Bharatiya Janata, cũng như với các đảng cấp địa phương mạnh khác trong các một liên minh đa đảng.
Trong ba cuộc tổng tuyển cử đầu tiên, Đảng Quốc đại do Jawaharlal Nehru lãnh đạo đã dễ dàng giành chiến thắng. Khi Jawaharlal Nehru qua đời vào năm 1964, Lal Bahadur Shastri trở thành thủ tướng trong một thời gian ngắn; người kế vị sau khi Lal Bahadur Shastri qua đời năm 1966 là Indira Gandhi, người này lãnh đạo Đảng Quốc đại giành chiến thắng trong cuộc bầu cử năm 1967 và 1971. Sau khi quần chúng bất mãn vì tình trạng khẩn cấp mà bà tuyên bố vào năm 1975, Đảng Quốc đại thất cử vào năm 1977; đa số cử tri khi đó bỏ phiếu cho Đảng Janata mới thành lập và phản đối tình trạng khẩn cấp. Chính phủ của Đảng Janata kéo dài hơn ba năm. Đảng Quốc đại lại được bầu lên nắm quyền vào năm 1980, và trải qua thay đổi trong hàng ngũ lãnh đạo vào năm 1984 khi Indira Gandhi bị ám sát; kế nhiệm bà là người con trai Rajiv Gandhi, người này dễ dàng giành chiến thắng trong cuộc tổng tuyển cử cùng năm đó. Đảng Quốc đại lại thất cử vào năm 1989 trước một liên minh Mặt trận Quốc gia, lãnh đạo liên minh này là Đảng Janata Dal mới thành lập và liên minh với Mặt trận Cánh tả; chính phủ của liên minh này tồn tại chưa đầy hai năm. Các cuộc bầu cử lại được tổ chức vào năm 1991; lần này không đảng nào giành được đa số tuyệt đối. Tuy nhiên, Đảng Quốc đại có thể thành lập nên một chính phủ thiểu số do P. V. Narasimha Rao lãnh đạo với địa vị là đảng đơn lẻ lớn nhất.
Sau cuộc tổng tuyển cử năm 1996 là hai năm bất ổn chính trị, một vài liên minh đoản mệnh chia sẻ quyền lực. Đảng Bharatiya Janata lập nên một chính phủ tồn tại một thời gian ngắn trong năm 1996; sau đó là hai chính phủ do liên minh Mặt trận Thống nhất thành lập. Năm 1998, Đảng Bharatiya Janata có thể thành lập nên một liên minh thắng lợi là Liên minh Dân chủ Quốc gia do Atal Bihari Vajpayee lãnh đạo. Chính phủ Liên minh Dân chủ Quốc gia trở thành chính phủ phi Quốc đại, chính phủ liên minh đầu tiên hoàn tất nhiệm kỳ 5 năm. Trong cuộc tổng tuyển cử năm 2004, một lần nữa không có đảng nào giành đa số tuyệt đối, song lần này Đảng Quốc đại nổi lên với địa vị là đảng đơn lẻ lớn nhất, họ thành lập một liên minh thắng lợi là Liên minh Cấp tiến Quốc gia (UPA). Liên minh nhận được sự ủng hộ của các đảng tả khuynh và các thành viên quốc hội phản đối Đảng Bharatiya Janata. Liên minh Cấp tiến Quốc gia trở lại nắm quyền sau cuộc tổng tuyển cử năm 2009 với số ghế cao hơn, và không còn cần phải có sự ủng hộ từ các đảng cộng sản tại Ấn Độ. Năm đó, Manmohan Singh trở thành thủ tướng đầu tiên được tái cử cho một nhiệm kỳ 5 năm liên tiếp kể từ thời Jawaharlal Nehru. Trong tổng tuyển cử năm 2014, đảng Bharatiya Janata trở thành chính đảng đầu tiên kể từ năm 1984 giành được đa số ghế và có thể cầm quyền mà không cần sự ủng hộ từ các chính đảng khác.

### Chính phủ

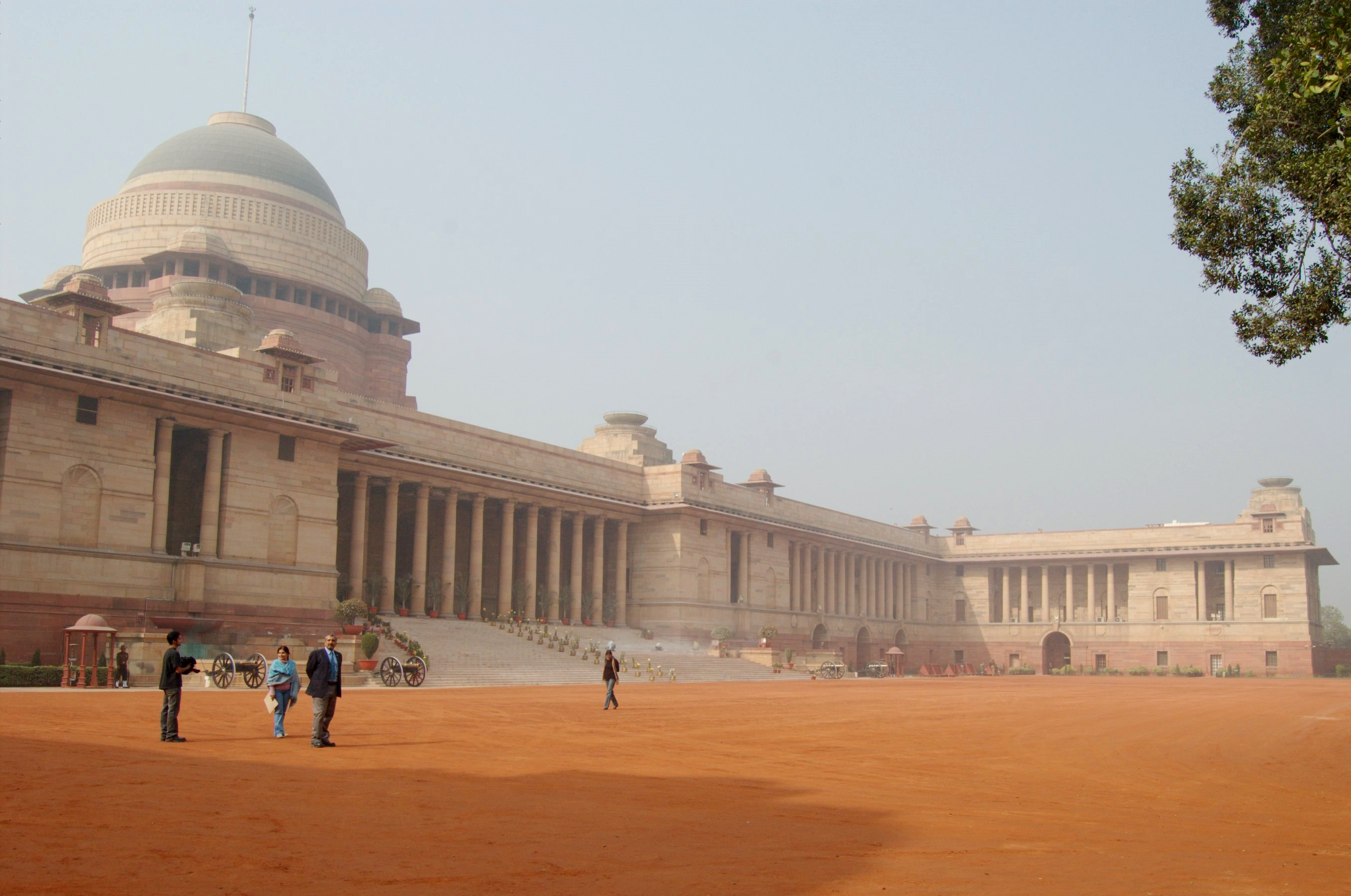
Rashtrapati Bhavan là nơi ở chính thức của tổng thống.

Ấn Độ là một nước cộng hòa đại nghị liên bang theo Hiến pháp Ấn Độ. Chính phủ thực hiện tam quyền phân lập. Hiến pháp Ấn Độ có hiệu lực vào ngày 26 tháng 1 năm 1950, trong lời mở đầu tuyên bố rằng Ấn Độ là một nước cộng hòa có chủ quyền, xã hội, thế tục, dân chủ. Mô hình chính phủ của Ấn Độ theo truyền thống được mô tả là "bán liên bang" do trung ương mạnh và các bang yếu, song kể từ cuối thập niên 1990 thì Ấn Độ đã phát triển tính liên bang hơn nữa do kết quả của các thay đổi về chính trị, kinh tế và xã hội.
Chính quyền liên bang gồm ba nhánh:
- Hành pháp: Tổng thống là nguyên thủ quốc gia[176] và được một đại cử tri đoàn bầu gián tiếp[177] với nhiệm kỳ 5 năm.[178] Thủ tướng là người đứng đầu chính phủ và thực hiện quyền hành pháp.[179] Thủ tướng do tổng thống bổ nhiệm,[180] và theo quy ước là người được đảng hoặc liên minh đảng chiếm đa số ghế trong Lok Sabha ủng hộ.[179] Chính phủ gồm tổng thống, phó tổng thống và Hội đồng Bộ trưởng do thủ tướng đứng đầu. Bộ trưởng phải là một nghị sĩ Quốc hội.[176] Thủ tướng và Hội đồng Bộ trưởng chịu trách nhiệm trước Lok Sabha.[181]
- Lập pháp: Quốc hội là cơ quan lập pháp lưỡng viện, hoạt động theo hệ thống Westminster và gồm Rajya Sabha ("Hội đồng các bang") là thượng viện và Lok Sabha ("Viện Nhân dân") là hạ viện.[182] Rajya Sabha gồm 245 thành viên được bầu gián tiếp từ các cơ quan lập pháp bang và lãnh thổ với nhiệm kỳ 6 năm.[183][180] Lok Sabha gồm 543 thành viên được bầu trực tiếp từ các khu vực bầu cử với nhiệm kỳ 5 năm[184] và hai thành viên do tổng thống bổ nhiệm từ cộng đồng người Anh-Ấn, trong trường hợp tổng thống quyết định rằng cộng đồng này không được đại diện tương xứng.[185]
- Tư pháp: hệ thống tư pháp độc lập có ba cấp xét xử,[186] gồm Tòa án Tối cao do Chánh án đứng đầu, 25 tòa án phúc thẩm, và các tòa án sơ thẩm.[186] Toà án Tối cao có thẩm quyền xét xử sơ thẩm đối với vụ án liên quan đến các quyền cơ bản, tranh chấp giữa một bang và chính quyền liên bang và thẩm quyền xét xử phúc thẩm đối với bản án của tòa án phúc thẩm.[187] Tòa án Tối cao có quyền giải thích hiến pháp và hủy bỏ luật liên bang, luật bang trái với Hiến pháp.[188][189]

### Phân cấp hành chính
Ấn Độ là một liên bang gồm 28 bang và 8 lãnh thổ liên bang. Toàn bộ các bang, cùng các lãnh thổ liên bang Jammu và Kashmir, Puducherry và Delhi, bầu nên cơ quan lập pháp và chính phủ theo hệ thống Westminster. Năm lãnh thổ liên bang còn lại do Trung ương quản lý trực tiếp thông qua các quản trị viên được bổ nhiệm. Năm 1956, dựa theo Luật Tái tổ chức các bang, các bang của Ấn Độ được tái tổ chức dựa trên cơ sở ngôn ngữ. Kể từ đó, cấu trúc các bang phần lớn vẫn không thay đổi. Mỗi bang hay lãnh thổ liên bang được chia thành các huyện. Các huyện chia tiếp thành các tehsil và cuối cùng là các làng.
Các bang
1. Andhra Pradesh
2. Arunachal Pradesh
3. Assam
4. Bihar
5. Chhattisgarh
6. Goa
7. Gujarat
8. Haryana
9. Himachal Pradesh
10. Jharkhand
11. Karnataka
12. Kerala
13. Madhya Pradesh
14. Maharashtra
15. Manipur
16. Meghalaya
17. Mizoram
18. Nagaland
19. Odisha
20. Punjab
21. Rajasthan
22. Sikkim
23. Tamil Nadu
24. Telangana
25. Tripura
26. Uttar Pradesh
27. Uttarakhand
28. Tây Bengal

Lãnh thổ liên bang
1. Quần đảo Andaman và Nicobar
2. Chandigarh
3. Dadra và Nagar Haveli và Daman và Diu
4. Jammu và Kashmir
5. Ladakh
6. Lakshadweep
7. Lãnh thổ thủ đô quốc gia Delhi
8. Puducherry

### Ngoại giao
Kể từ khi độc lập vào năm 1947, Ấn Độ duy trì các quan hệ thân mật với hầu hết các quốc gia. Trong thập niên 1950, Ấn Độ ủng hộ mạnh mẽ quá trình phi thực dân hóa tại châu Phi và châu Á, đóng một vai trò lãnh đạo trong Phong trào Không liên kết. Vào cuối thập niên 1980, quân đội Ấn Độ can thiệp ra nước ngoài theo lời mời của các quốc gia láng giềng: một hoạt động gìn giữ hòa bình tại Sri Lanka từ năm 1987 đếm năm 1990; và một cuộc can thiệp vũ trang để ngăn chặn một nỗ lực đảo chính tại Maldives. Ấn Độ có các mối quan hệ căng thẳng với Pakistan; hai quốc gia từng bốn lần tiến tới chiến tranh vào các năm 1947, 1965, 1971 và 1999. Ba trong số bốn cuộc chiến diễn ra trên lãnh thổ tranh chấp Kashmir, còn cuộc chiến năm 1971 diễn ra sau khi Ấn Độ ủng hộ nền độc lập cho Bangladesh. Sau khi tiến hành chiến tranh với Trung Quốc vào năm 1962 và với Pakistan vào năm 1965, Ấn Độ theo đuổi các mối quan hệ quân sự và kinh tế gần gũi với Liên Xô; Liên Xô là nước cung ứng vũ khí lớn nhất cho Ấn Độ vào cuối thập niên 1960.
Ngoài việc tiếp tục mối quan hệ chiến lược với Nga, Ấn Độ có quan hệ quân sự ở phạm vi rộng với Israel và Pháp. Trong những năm gần đây, quốc gia này đóng vai trò then chốt trong Hiệp hội Nam Á vì sự Hợp tác Khu vực và Tổ chức Thương mại Thế giới. Ấn Độ cung cấp 100.000 nhân viên quân sự và cảnh sát để phục vụ trong 35 hoạt động gìn giữ hòa bình của Liên Hợp Quốc. Ấn Độ tham gia vào Hội nghị cấp cao Đông Á, G8+5, và nhiều diễn đàn đa phương khác. Ấn Độ có các mối quan hệ kinh tế gần gũi với các khu vực Nam Mỹ, châu Á, và châu Phi; theo đuổi một chính sách "Hướng Đông" mà theo đó mưu cầu tăng cường quan hệ đối tác với các quốc gia ASEAN, Nhật Bản, và Hàn Quốc xoay quanh nhiều vấn đề, song đặc biệt là các vấn đề liên quan đến đầu tư kinh tế và an ninh khu vực.

### Quân sự
Sau khi Trung Quốc tiến hành vụ thử nghiệm hạt nhân vào năm 1964, và liên tục dọa can thiệp hỗ trợ Pakistan trong cuộc chiến năm 1965, Ấn Độ tin rằng cần phải phát triển vũ khí hạt nhân. Ấn Độ tiến hành vụ thử nghiệm vũ khí hạt nhân đầu tiên của mình vào năm 1974 và tiếp tục tiến hành vụ thử nghiệm lần thứ hai dưới lòng đất vào năm 1998. Bất chấp các chỉ trích và trừng phạt quân sự,Ấn Độ thậm chí còn không ký kết cả Hiệp ước cấm thử hạt nhân toàn diện và Hiệp ước không phổ biến vũ khí hạt nhân, cho rằng chúng thiếu sót và phân biệt đối xử. Ấn Độ duy trì chính sách hạt nhân "không sử dụng trước tiên" và phát triển năng lực bộ ba hạt nhân như một phần của học thuyết "răn đe tối thiểu đáng tin cậy" của Ấn Độ. Ấn Độ phát triển một hệ thống phòng thủ tên lửa đạn đạo, và hợp tác với Nga nhằm phát triển một loại máy bay chiến đấu thế hệ thứ năm. Các dự án quân sự bản địa khác liên quan đến việc thiết kế và bổ sung hàng không mẫu hạm lớp Vikrant và tàu ngầm hạt nhân lớp Arihant.
Sau khi kết thúc Chiến tranh Lạnh,Ấn Độ tăng cường hợp tác về kinh tế,chiến lược và quân sự với Hoa Kỳ và Liên minh châu Âu. Năm 2008, Hoa Kỳ và Ấn Độ ký kết một thỏa thuận hạt nhân dân sự.Mặc dù đương thời Ấn Độ là quốc gia sở hữu vũ khí hạt nhân và không phải là một bên tham gia của Hiệp ước không phổ biến vũ khí hạt nhân,song quốc gia này vẫn nhận được sự miễn trừ từ Cơ quan Năng lượng Nguyên tử Quốc tế và Nhóm các nhà cung cấp hạt nhân,do vậy thoát khỏi các hạn chế,rào cản trước đây đối với công nghệ và thương mại hạt nhân. Như một hệ quả, Ấn Độ trở thành quốc gia thứ sáu sở hữu vũ khí hạt nhân trên thực tế. Ấn Độ sau đó ký kết các thỏa thuận hợp tác liên quan đến năng lượng hạt nhân dân sự với Nga, Pháp, Anh Quốc, và Canada.
Tổng thống Ấn Độ là thống soái tối cao của lực lượng vũ trang quốc gia với 1,6 triệu quân tại ngũ và xếp thứ ba thế giới trên tiêu chí này. Quân đội Ấn Độ gồm có lục quân, hải quân, và không quân; các tổ chức phụ trợ gồm có Bộ tư lệnh chiến lược (Strategic Forces Command) và ba nhóm bán quân sự: Đội quân súng trường Assam, Lực lượng biên cảnh đặc chủng, và Lực lượng bảo vệ bờ biển Ấn Độ. Ngân sách quốc phòng chính thức của Ấn Độ giai đoạn 2012-17 chiếm khoảng 2,5% GDP. Năm 2012, Ấn Độ là nước nhập khẩu vũ khí lớn nhất thế giới;từ năm 2007 đến năm 2011, tiền mua vũ khí của Ấn Độ chiếm 10% tổng phí tổn dành cho mua sắm vũ khí. Phần lớn chi tiêu quân sự tập trung vào phòng thủ đối với riêng Pakistan và chống lại ảnh hưởng ngày càng gia tăng của Trung Quốc tại Ấn Độ Dương.
Một trận ẩu đả dữ dội giữa quân đội Trung Quốc và Ấn Độ tại khu vực lãnh thổ tranh chấp đã làm 20 binh sĩ Ấn Độ và ít nhất 4 binh sĩ Trung Quốc thiệt mạng. Cả hai bên đã chỉ trích lẫn nhau khiêu chiến trước, sự việc đã xảy ra ngày 16 tháng 6 năm 2020, tại vùng Galwan. Sau đó làn sóng biểu tình chống Trung Quốc đã nổ ra khắp nơi trên toàn Ấn Độ, khiến căng thẳng ngày càng leo thang và các chuyên gia dự báo có thể sẽ xảy ra chiến tranh sau vụ đụng độ này nếu hai bên vẫn thiếu kiềm chế lẫn nhau.

## Kinh tế
Theo Quỹ Tiền tệ quốc tế, năm 2017, GDP danh nghĩa của Ấn Độ là 2,611.012 tỷ USD (đứng thứ 6 trên thế giới, đứng thứ 3 châu Á sau Trung Quốc và Nhật Bản) và có GDP theo sức mua tương đương là 9.446 tỷ đô la Mỹ. Ấn Độ có tốc độ tăng trưởng GDP trung bình đạt 5,8% mỗi năm trong hai thập niên qua, và đạt khoảng 7% trong giai đoạn 2012–17, Ấn Độ là một trong các nền kinh tế tăng trưởng nhanh nhất thế giới. Tuy nhiên, Ấn Độ đều xếp hạng trên 100 thế giới về GDP danh nghĩa bình quân đầu người và GDP PPP bình quân đầu người. Cho đến năm 1991, tất cả các chính phủ Ấn Độ đều theo chính sách bảo hộ do chịu ảnh hưởng từ các nền kinh tế xã hội chủ nghĩa. Sự can thiệp và sắp đặt của nhà nước là phổ biến, tạo nên một bức tường lớn ngăn cách kinh tế Ấn Độ với thế giới bên ngoài. Một cuộc khủng hoảng sâu sắc về cán cân thanh toán vào năm 1991 buộc đất nước phải tự do hóa nền kinh tế; kể từ đó Ấn Độ chuyển đổi chậm hướng về một hệ thống thị trường tự do với việc nhấn mạnh cả ngoại thương và dòng vốn đầu tư trực tiếp nước ngoài. Mô hình nền kinh tế Ấn Độ trong thời gian gần đây phần lớn là tư bản chủ nghĩa. Ấn Độ trở thành một thành viên của WTO từ ngày 1 tháng 1 năm 1995.
Ấn Độ có lực lượng lao động gồm 521,9 triệu người theo số liệu năm 2017. Lĩnh vực dịch vụ chiếm 46,6% GDP, lĩnh vực công nghiệp chiếm 28,9% và lĩnh vực nông nghiệp chiếm 16,8%. Các nông sản chính của Ấn Độ là lúa gạo, lúa mì, hạt có dầu, bông, đay, chè, mía, và khoai tây. Các ngành công nghiệp chính của Ấn Độ là dệt, viễn thông, hóa chất, dược phẩm, công nghệ sinh học, chế biến thực phẩm, thép, thiết bị vận tải, xi măng, khai mỏ, dầu mỏ, máy móc, và phần mềm. Năm 2008, Ấn Độ chiếm 1,68% giá trị ngoại thương toàn cầu; Năm 2011, Ấn Độ là nước nhập khẩu lớn thứ 10 và nước xuất khẩu lớn thứ 19 trên thế giới. Các mặt hàng xuất khẩu chính của Ấn Độ bao gồm các sản phẩm dầu mỏ, hàng dệt may, đồ kim hoàn, phần mềm, sản phẩm công nghệ, hóa chất, và gia công đồ da thuộc. Các mặt hàng nhập khẩu chính gồm dầu, máy móc, ngọc, đá quý, phân bón, và hóa chất. Từ năm 2001 đến năm 2011, đóng góp của các mặt hàng hóa dầu và công nghệ vào giá trị xuất khẩu tăng từ 14% lên 42%.
Mức lương theo giờ tại Ấn Độ tăng gấp đôi trong thập niên đầu của thế kỷ XXI. Khoảng 431 triệu người Ấn Độ thoát nghèo kể từ năm 1985; các tầng lớp trung lưu của Ấn Độ được dự tính sẽ đạt khoảng 580 triệu người vào năm 2030.
Năm 2010, Ấn Độ xếp hạng 51 về năng lực cạnh tranh toàn cầu, xếp hạng 7 về trình độ phát triển của thị trường tài chính, xếp hạng 24 về lĩnh vực ngân hàng, xếp hạng 44 về trình độ phát triển trong kinh doanh và xếp thứ 39 về cách tân, đứng trước một số nền kinh tế tiến bộ. Năm 2009, 7 trong số 15 công ty gia công phần mềm hàng đầu thế giới đặt tại Ấn Độ, do vậy đất nước này được nhìn nhận là nơi gia công phần mềm thuận lợi nhất đối với các nước phát triển. Thị trường tiêu dùng của Ấn Độ hiện lớn thứ 11 thế giới, và dự kiến sẽ lên vị trí thứ 5 vào năm 2030. Đến cuối năm 2017, Ấn Độ có 1.127 tỷ thuê bao điện thoại, là thị trường điện thoại thông minh lớn thứ hai trên thế giới sau Trung Quốc.
Ngành công nghiệp ô tô của Ấn Độ tăng trưởng nhanh thứ hai thế giới, doanh số bán hàng nội địa tăng 26% trong giai đoạn 2009–10, và doanh số xuất khẩu tăng 36% trong giai đoạn 2008–09. Công suất điện năng của Ấn Độ là 250 GW, trong đó 8% là năng lượng tái tạo. Đến cuối năm 2011, ngành công nghiệp công nghệ thông tin của Ấn Độ tạo việc làm cho 2,8 triệu chuyên viên, tạo ra doanh thu gần 100 tỷ đô la Mỹ, tức bằng 7,5% GDP của Ấn Độ và đóng góp 26% kim ngạch xuất khẩu của Ấn Độ.
Ngành công nghiệp dược phẩm của Ấn Độ nằm trong số các thị trường mới nổi quan trọng của công nghiệp dược phẩm thế giới. Thị trường dược phẩm Ấn Độ dự kiến đạt doanh thu 48,58 tỷ đô la Mỹ vào năm 2020. Ấn Độ chiếm 60% thị phần ngành công nghiệp sinh dược phẩm.
Mặc dù tăng trưởng kinh tế ấn tượng trong các thập niên gần đây, Ấn Độ tiếp tục phải đối mặt với các thách thức về kinh tế-xã hội. Ấn Độ là nơi có số lượng người nhiều nhất sống dưới chuẩn nghèo quốc tế (1,25 đô la Mỹ/ngày) của Ngân hàng Thế giới, tỷ lệ này giảm từ 60% năm 1981 xuống 42% năm 2005. 48% số trẻ em Ấn Độ dưới 5 tuổi bị thiếu cân, một nửa số trẻ em dưới năm tuổi bị suy dinh dưỡng mãn tính, và tại các bang Madhya Pradesh, Andhra Pradesh, Bihar, Chhattisgarh, Haryana, Jharkhand, Karnataka, và Uttar Pradesh, chiếm 50,04% dân số Ấn Độ, 70% số trẻ em từ 6 tháng đến 59 tháng bị thiếu máu. Kể từ năm 1991, bất bình đẳng kinh tế giữa các bang của Ấn Độ liên tục phát triển: sản phẩm nội địa ròng bình quân đầu người cấp bang của các bang giàu nhất vào năm 2007 gấp 3,2 lần so với các bang nghèo nhất. Tham nhũng tại Ấn Độ được cho là gia tăng đáng kể.
Nhờ tăng trưởng mà GDP danh nghĩa bình quân đầu người của Ấn Độ tăng lên nhanh chóng kể từ năm 1991, tuy nhiên nó luôn ở mức thấp hơn so với các quốc gia đang phát triển khác tại châu Á như Indonesia, Iran, Malaysia, Philippines, Sri Lanka, hay Thái Lan, và được dự báo sẽ vẫn tiếp tục như vậy trong tương lai gần. Thu nhập bình quân đầu người của Ấn Độ năm 2017 là 1.939,61 USD, xếp hạng 140 trên thế giới. Đây là mức thấp không tương xứng với tiềm năng của Ấn Độ nên quốc gia này được xem là người khổng lồ ngủ quên.

## Nhân khẩu

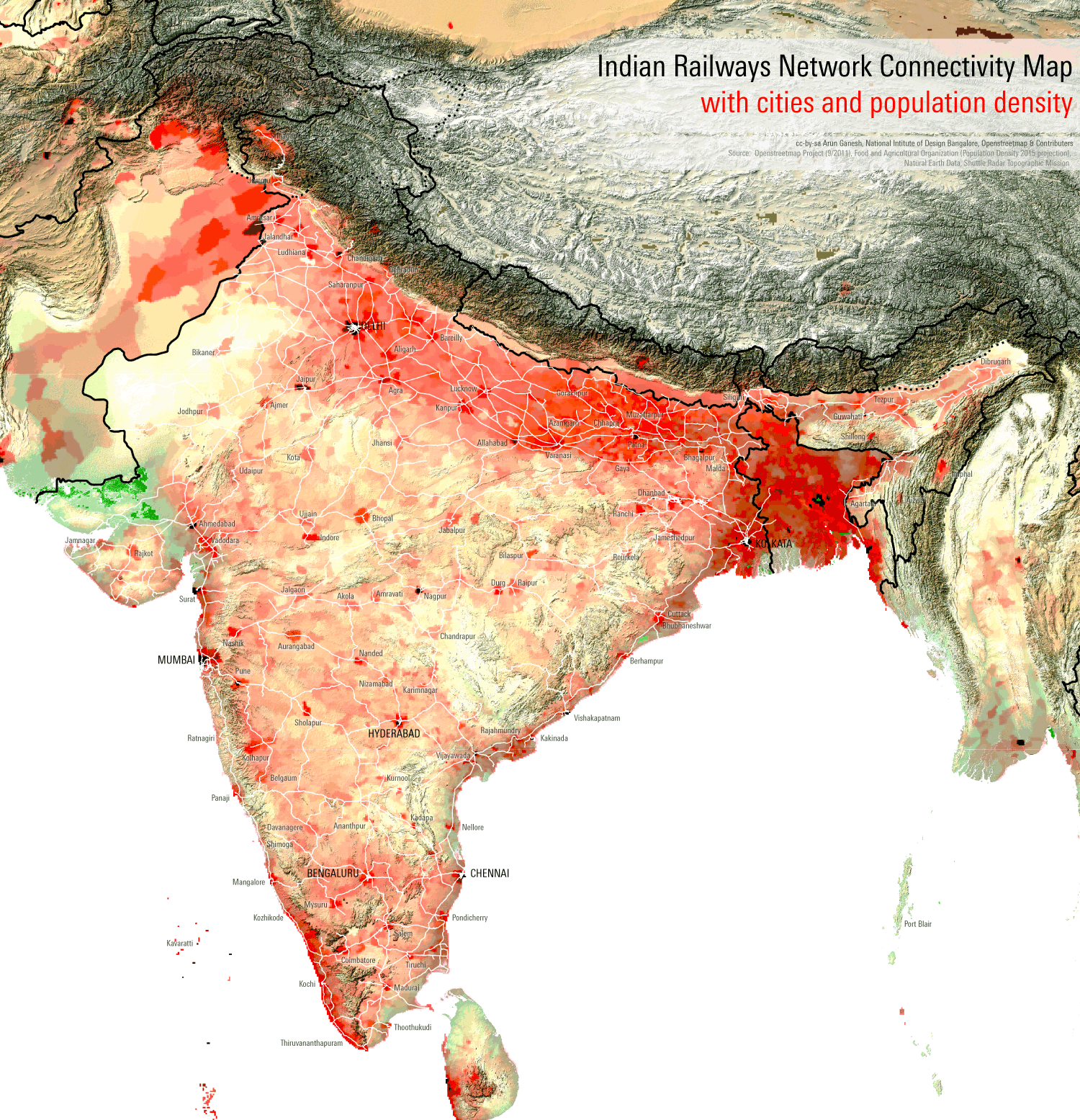
Một bản đồ về mật độ dân số và kết nối đường sắt tại Ấn Độ.

Với dân số 1,411 tỷ người theo điều tra năm 2023, Ấn Độ là quốc gia đông dân nhất trên thế giới. Tốc độ tăng trưởng dân số của Ấn Độ giảm xuống còn trung bình 1,76% mỗi năm trong giai đoạn 2001–2011, từ mức 2,13% mỗi năm trong thập niên trước (1991–2001). Tỷ suất giới tính theo điều tra năm 2011 là 940 nữ trên 1.000 nam. Tuổi bình quân của cư dân Ấn Độ là 27,9 theo điều tra năm 2017. Trong cuộc điều tra dân số hậu thuộc địa đầu tiên, tiến hành vào năm 1951, Ấn Độ có 361,1 triệu người. Các tiến bộ về y tế trong suốt 50 năm vừa qua cùng với năng suất nông nghiệp gia tăng (Cách mạng xanh) khiến dân số Ấn Độ gia tăng nhanh chóng.

### Đô thị hóa
Số người Ấn Độ sinh sống tại thành thị tăng trưởng 31,2% từ 1991 đến 2001. Tuy nhiên, theo số liệu năm 2001, có trên 70% cư dân Ấn Độ sinh sống tại các vùng nông thôn. Theo điều tra dân số năm 2001, có 27 đô thị trên 1 triệu dân tại Ấn Độ; trong đó Delhi, Mumbai, Kolkata, Chennai, Bangalore, Hyderabad, Ahmedabad, và Pune là các vùng đô thị đông dân nhất.

### Dân tộc
Hiến pháp công nhận 212 nhóm bộ lạc xác định, họ chiếm tỷ lệ 7,5% trong dân số quốc gia.

### Ngôn ngữ

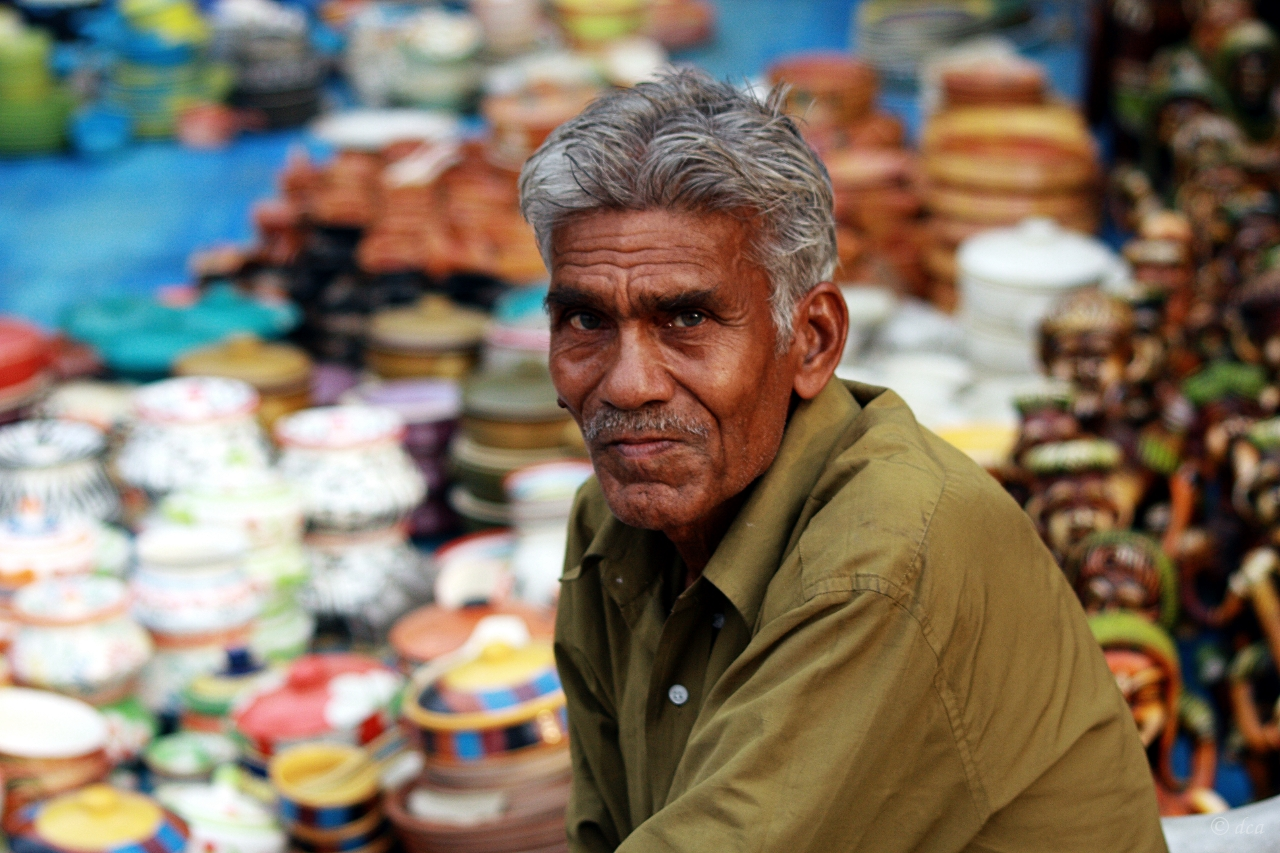
Một nam giới ở bang Andhra Pradesh, miền nam Ấn Độ.

Ấn Độ là nơi có hai nhóm ngôn ngữ lớn: Ấn-Arya (74% cư dân nói) và Dravidia (24%). Các ngôn ngữ khác được nói tại Ấn Độ thuộc các ngữ hệ Nam Á và Tạng-Miến. Ấn Độ không có ngôn ngữ quốc gia. Tiếng Hindi có số lượng người nói lớn nhất và là ngôn ngữ chính thức của chính phủ. Tiếng Anh được sử dụng rộng rãi trong kinh doanh và hành chính và có địa vị "ngôn ngữ phó chính thức"; và có vị thế quan trọng trong giáo dục, đặc biệt là trong môi trường giáo dục đại học. Mỗi bang và lãnh thổ liên bang có một hoặc nhiều hơn các ngôn ngữ chính thức, và hiến pháp công nhận cụ thể 21 "ngôn ngữ xác định" (scheduled languages).

### Tôn giáo
Tôn giáo tại Ấn Độ (2011)
Năm 2011, 79,8% dân số Ấn Độ theo Ấn Độ giáo, 14,23% theo Hồi giáo, 2,3% theo Kitô giáo, 1,72% theo Sikh giáo, 0,7% theo Phật giáo, 0,36% theo Kỳ Na giáo và 0,9% theo tôn giáo khác. Ấn Độ có dân số theo Hồi giáo lớn thứ ba trên thế giới và là quốc gia không đa số Hồi giáo có dân số Hồi giáo lớn nhất trên thế giới.

### Giáo dục
Tỷ lệ biết chữ năm 2011 là 74,04%: 65,46% đối với nữ giới và 82,14% đối với nam giới. Kerala là bang có tỷ lệ người biết chữ cao nhất; còn bang Bihar có tỷ lệ người biết chữ thấp nhất.

### Y tế
Ấn Độ tiếp tục phải đối mặt với một số thách thức liên quan đến sức khỏe cộng đồng. Theo Tổ chức Y tế thế giới, 900.000 người Ấn Độ tử vong mỗi năm do uống nước bị nhiễm bẩn hay hít khí bị ô nhiễm. Có khoảng 50 bác sĩ trên 100.000 người Ấn Độ.

## Văn hóa
Lịch sử văn hóa Ấn Độ kéo dài hơn 4.500 năm. Trong thời kỳ Vệ Đà (k. 1700 – 500 TCN), các nền tảng của triết học, thần thoại, văn học Ấn Độ giáo được hình thành, ngoài ra còn có sự hình thành của nhiều đức tin và thực hành vẫn tồn tại cho đến nay, chẳng hạn như Dharma, Karma, yoga, và moksha. Ấn Độ có sự đa dạng về mặt tôn giáo, trong đó Ấn Độ giáo, Sikh giáo, Hồi giáo, Kitô giáo và Jaina giáo nằm trong số các tôn giáo lớn của quốc gia. Ấn Độ giáo là tôn giáo chiếm ưu thế, được định hình thông qua nhiều trường phái mang tính lịch sử về tư tưởng, bao gồm các tư tưởng trong Áo nghĩa thư, kinh Yoga, phong trào Bhakti, và từ triết học Phật giáo.

### Nghệ thuật và kiến trúc
Phần nhiều kiến trúc Ấn Độ, bao gồm Taj Mahal, các công trình theo kiến trúc Mogul, và kiến trúc Nam Ấn, là sự pha trộn giữa các truyền thống bản địa cổ xưa với các phong cách nhập ngoại. Kiến trúc bản xứ cũng mang tính vùng miền cao. Học thuyết Vastu shastra dịch theo nghĩa đen là "khoa học xây dựng" hay "kiến trúc", và được gán cho những người mang tước vị Mamuni Mayan, khám phá xem các quy luật của thiên nhiên ảnh hưởng thế nào đến chỗ ở của con người; nó sử dụng các điều chỉnh hình học và định hướng chính xác để phản ánh nhận thức về cấu trúc vũ trụ. Khi áp dụng trong kiến trúc đền Ấn Độ giáo, nó chịu ảnh hưởng từ Shilpa Shastras, một loạt các văn bản mang tính nền tảng có hình dạng thần thoại học cơ bản là Vastu-Purusha mandala- một hình vuông là hiện thân của "tuyệt đối". Taj Mahal được xây dựng tại Agra từ năm 1631 đến năm 1648 theo lệnh của Hoàng đế Shah Jahan để tưởng nhớ hoàng hậu của ông, nó được liệt vào danh sách di sản thế giới của UNESCO với miêu tả "viên ngọc quý của nghệ thuật Hồi giáo tại Ấn Độ và một trong những kiệt tác được khắp nơi ca tụng thuộc về di sản thế giới." Từ các yếu tố của kiến trúc Ấn-Hồi, Anh Quốc phát triển thành kiến trúc Ấn-Saracen phục hưng vào cuối thế kỷ XIX.

### Văn học
Các tác phẩm văn học sớm nhất tại Ấn Độ được biên soạn từ khoảng năm 1400 TCN đến 1200 TCN, chúng được viết bằng tiếng Phạn. Các tác phẩm nổi bật trong nền văn học tiếng Phạn này bao gồm các sử thi như Mahabharata và Ramayana, các tác phẩm kịch của tác gia Kālidāsa như Abhijnanasakuntalam, và thơ ca như Mahakavya. Cuốn sách nổi tiếng về quan hệ tình dục là Kama Sutra (Dục kinh) cũng được viết bằng tiếng Phạn. Văn học Sangam phát triển từ năm 600 TCN đến năm 300 TCN tại Nam Ấn Độ, bao gồm 2.381 bài thơ, được xem như một tiền thân của văn học Tamil. Từ thế kỷ XIV đến thế kỷ XVIII, các truyền thống văn học của Ấn Độ trải qua một giai đoạn thay đổi mạnh mẽ do sự xuất hiện của các thi nhân sùng đạo như Kabir, Tulsidas, và Guru Nanak. Điểm đặc trưng của văn học giai đoạn này là thể hiện một hình ảnh đa dạng và rộng lớn về tư tưởng và biểu lộ tình cảm; như một hệ quả, các tác phẩm văn học Ấn Độ trung đại có sự khác biệt đáng kể so với các tác phẩm truyền thống cổ điển. Đến thế kỷ XIX, các tác gia Ấn Độ đi theo mối quan tâm mới về các vấn đề xã hội và mô tả tâm lý. Trong thế kỷ XX, văn học Ấn Độ chịu ảnh hưởng từ các tác phẩm của thi nhân và tiểu thuyết gia Rabindranath Tagore.

### Nghệ thuật biểu diễn
Âm nhạc Ấn Độ có các phong cách truyền thống và khu vực khác biệt. Âm nhạc cổ điển gồm có hai thể loại và các nhánh dân gian khác nhau của chúng: trường phái Hindustan ở bắc bộ và Carnatic ở nam bộ. Các loại hình phổ biến được địa phương hóa gồm filmi và âm nhạc dân gian: baul bắt nguồn từ Bengal với truyền thống hổ lốn là một loại hình âm nhạc dân gian được biết đến nhiều. Khiêu vũ Ấn Độ cũng có các loại hình dân gian và cổ điển đa dạng, trong số những vũ điệu dân gian được biết đến nhiều, có Bhangra của Punjab, Bihu của Assam, Chhau của Tây Bengal và Jharkhand, Garba và Dandiya của Gujarat, Sambalpuri của Odisha, Ghoomar của Rajasthan, và Lavani của Maharashtra. Tám loại vũ điệu, trong đó nhiều loại đi kèm với các hình thức kể chuyện và yếu tố thần thoại được Viện Âm nhạc, Vũ đạo, Hí kịch Quốc gia ban cho địa vị vũ đạo cổ điển. Chúng gồm có Bharatanatyam của bang Tamil Nadu, Kathak của Uttar Pradesh, Kathakali và Mohiniyattam của Kerala, Kuchipudi của Andhra Pradesh, Manipuri của Manipur, Odissi của Odisha, và Sattriya của Assam. Sân khấu tại Ấn Độ pha trộn các loại hình âm nhạc, vũ điệu, ứng khẩu hay đối thoại. Sân khấu Ấn Độ thường dựa trên thần thoại Ấn Độ giáo, song cũng vay mượn từ các mối tình từ thời trung cổ hay các sự kiện xã hội và chính trị, và gồm có bhavai của Gujarat, Jatra của Tây Bengal, Nautanki và rRamlila ở Bắc Ấn Độ, Tamasha của Maharashtra, Burrakatha của Andhra Pradesh, Terukkuttu của Tamil Nadu, và Yakshagana của Karnataka.

### Điện ảnh
Ngành công nghiệp điện ảnh Ấn Độ tạo ra nghệ thuật điện ảnh đông người xem nhất thế giới. Các truyền thống điện ảnh địa phương tồn tại trong các ngôn ngữ gồm Assam, Bengal, Hindi, Kannada, Malayalam, Punjab, Gujarat, Marath, Oriya, Tamil, và Telugu. Điện ảnh nam bộ Ấn Độ chiếm tới 75% doanh thu phim toàn quốc. Truyền hình tại Ấn Độ khởi đầu từ năm 1959 như một phương tiện truyền thông quốc doanh, và được mở rộng chậm chạp trong hai thập niên sau. Sự độc quyền của nhà nước đối với truyền hình kết thúc vào thập niên 1990, và kể từ đó các kênh truyền hình vệ tinh ngày càng góp phần hình thành văn hóa đại chúng của xã hội Ấn Độ. Ngày nay, truyền hình là phương tiện truyền thông đi sâu vào xã hội Ấn Độ nhất; các ước tính cho thấy vào năm 2012 có trên 554 triệu khán giả truyền hình, 462 triệu có kết nối vệ tinh hoặc/và kết nối cáp, lớn hơn các loại hình truyền thông đại chúng khác như báo chí (350 triệu), phát thanh (156 triệu) hay internet (37 triệu).

### Xã hội
Xã hội truyền thống Ấn Độ được xác định theo đẳng cấp xã hội, hệ thống đẳng cấp của Ấn Độ là hiện thân của nhiều xếp tầng xã hội và nhiều hạn chế xã hội tồn tại trên tiểu lục địa Ấn Độ. Các tầng lớp xã hội được xác định theo hàng nghìn nhóm đồng tộc thế tập, thường được gọi là jāti, hay "đẳng cấp". Ấn Độ tuyên bố tiện dân là bất hợp pháp vào năm 1947 và kể từ đó ban hành các luật chống phân biệt đối xử khác và khởi xướng phúc lợi xã hội, tuy vậy nhiều tường thuật vẫn cho thấy rằng nhiều Dalit ("tiện dân cũ") và các đẳng cấp thấp khác tại các khu vực nông thôn tiếp tục phải sống trong sự cách ly và phải đối mặt với ngược đãi và phân biệt. Tại những nơi làm việc ở đô thị của Ấn Độ, tại các công ty quốc tế hay công ty hàng đầu tại Ấn Độ, tầm quan trọng của hệ thống đẳng cấp bị mất đi khá nhiều. Các giá trị gia đình có vị trí quan trọng trong văn hóa Ấn Độ, và các gia đình chung sống gia trưởng đa thế hệ là quy tắc tiêu chuẩn tại Ấn Độ, song các gia đình hạt nhân cũng trở nên phổ biến tại những khu vực thành thị. Đại đa số người Ấn Độ, với sự ưng thuận của họ, kết hôn theo sự sắp xếp của cha mẹ hay các thành viên khác trong gia đình. Hôn nhân được cho là gắn liền với sinh mệnh, và tỷ lệ ly hôn rất thấp. Tảo hôn tại Ấn Độ là việc phổ biến, đặc biệt là tại các vùng nông thôn; nhiều nữ giới tại Ấn Độ kết hôn trước độ tuổi kết hôn hợp pháp là 18. Nhiều lễ hội tại Ấn Độ có nguồn gốc tôn giáo, trong đó có Chhath, Phật đản, Giáng sinh, Diwali, Durga Puja, Bakr-Id, Eid ul-Fitr, Ganesh Chaturthi, Holi, Makar Sankranti hay Uttarayan, Navratri, Thai Pongal, và Vaisakhi. Ấn Độ có ba ngày lễ quốc gia được tổ chức trên toàn bộ các bang và lãnh thổ liên bang: Ngày Cộng hòa, ngày Độc lập, và Gandhi Jayanti.

### Trang phục
Bông được thuần hóa tại Ấn Độ từ khoảng 4000 TCN, và y phục truyền thống Ấn Độ có sự khác biệt về màu sắc và phong cách giữa các vùng và phụ thuộc vào các yếu tố khác nhau, bao gồm khí hậu và đức tin. Phong cách y phục phổ biến gồm phục trang được xếp nếp như sari cho nữ giới và dhoti hay lungi cho nam giới. Các loại phục trang được khâu cũng phổ biến, như shalwar kameez cho nữ giới và kết hợp kurta–pyjama hay quần áo kiểu Âu cho nam giới. Việc đeo đồ kim hoàn tinh tế, được làm theo hình hoa thật thời Ấn Độ cổ đại, là một phần của truyền thống kéo dài từ khoảng 5.000 năm; người Ấn Độ cũng đeo đá quý như một thứ bùa.

### Thể thao

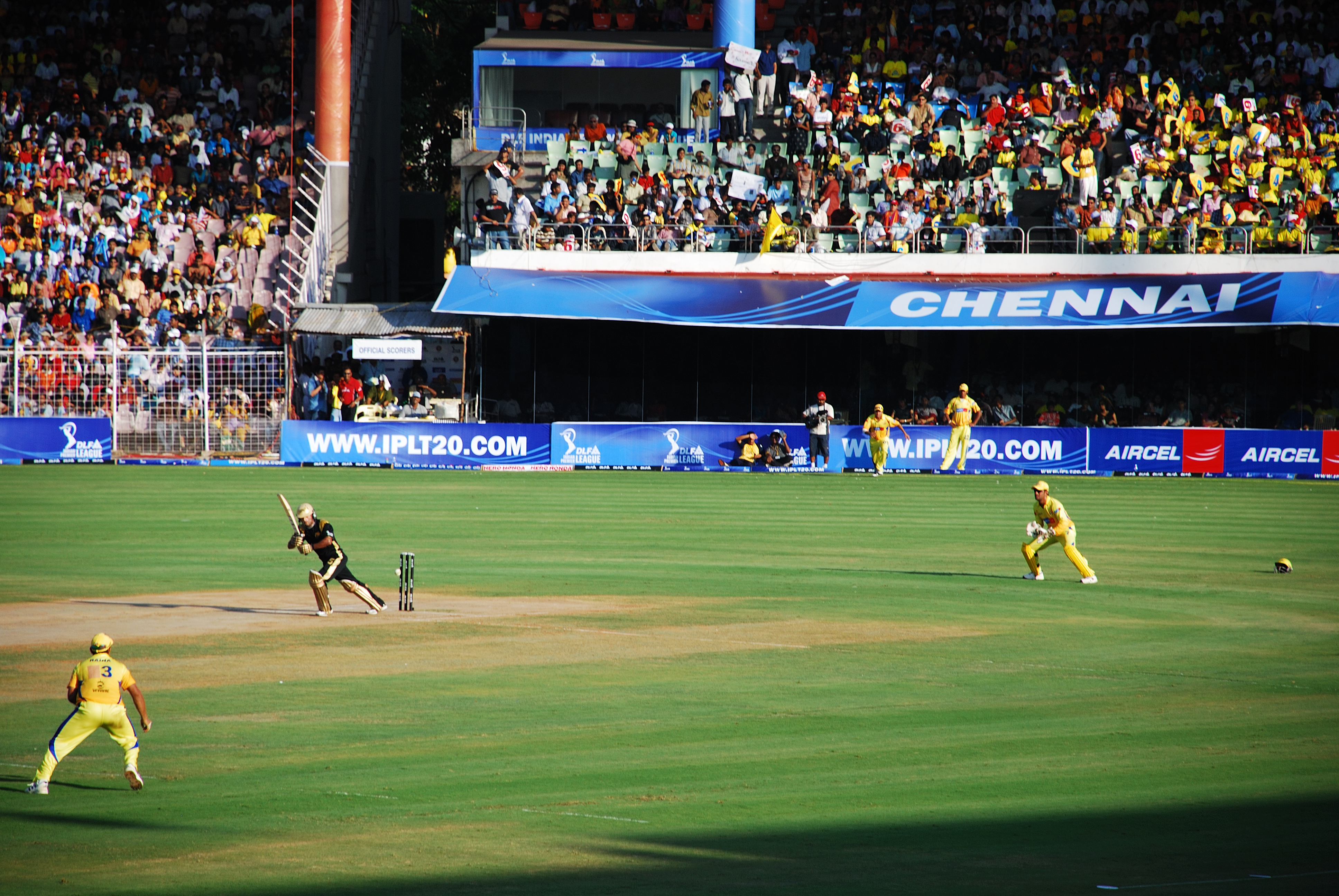
Cricket là môn thể thao phổ biến nhất tại Ấn Độ.

Tại Ấn Độ, một số môn thể thao bản địa truyền thống vẫn còn khá phổ biến, chẳng hạn như kabaddi, kho kho, pehlwani và gilli-danda. Một số hình thái sơ khởi của võ thuật châu Á, như kalarippayattu, musti yuddha, silambam, và marma adi, bắt nguồn tại Ấn Độ. Cờ vua thường được cho là có nguồn gốc từ Ấn Độ với tên gọi chaturanga, môn thể thao này đang lấy lại tính đại chúng bằng sự gia tăng số Đại kiện tướng người Ấn Độ. Pachisi là tiền thân của parcheesi, Akbar Đại đế từng chơi trò này trên một kì trường khổng lồ bằng cẩm thạch.
Việc đội tuyển Davis Cup Ấn Độ và các đội tuyển quần vợt khác tại Ấn Độ cải thiện được kết quả vào đầu thập niên 2010 khiến môn thể thao này gia tăng tính đại chúng tại nước này. Ấn Độ có sự hiện diện tương đối mạnh trong các môn thể thao bắn súng, và giành một vài huy chương tại Thế vận hội, Giải vô địch bắn súng Thế giới, và Đại hội thể thao Thịnh vượng chung. Ấn Độ cũng thành công trên cấp độ quốc tế trong các môn gồm cầu lông, quyền Anh, và đấu vật. Bóng đá là môn thể thao phố biến tại Tây Bengal, Goa, Tamil Nadu, Kerala, và các bang đông-bắc.
Ấn Độ có một Liên đoàn quản lý môn khúc côn cầu, đội tuyển khúc côn cầu quốc gia Ấn Độ từng giành chiến thắng trong Giải vô địch khúc côn cầu thế giới năm 1975, và tính đến năm 2012, Ấn Độ giành được tổng cộng 8 huy chương vàng, một huy chương bạc, và hai huy chương đồng Thế vận hội. Ấn Độ cũng đóng một vai trò quan trọng trong việc đại chúng hóa môn cricket, và đây là môn thể thao phổ biến nhất tại quốc gia này. Đội tuyển cricket quốc gia Ấn Độ giành chiến thắng tại các giải vô địch cricket thế giới năm 1983 và 2011.
Ấn Độ từng tổ chức hoặc đồng tổ chức một vài sự kiện thể thao quốc tế: Á vận hội năm 1951 và 1982; Vòng chung kết Giải vô địch Cricket thế giới năm 1987, 1996 và 2011; Đại hội thể thao Á–Phi năm 2013; Giải khúc côn cầu nam thế giới năm 2010; Đại hội Thể thao Khối Thịnh vượng chung năm 2010. Các sự kiện thể thao quốc tế được tổ chức thường niên tại Ấn Độ bao gồm Chennai Open, Mumbai Marathon, Delhi Half Marathon, và Indian Masters. Cuộc đua Indian Grand Prix đầu tiên diễn ra vào cuối năm 2011. Ấn Độ có truyền thống là quốc gia chiếm ưu thế tại Đại hội Thể thao Nam Á.

#### Khác
| Tìm hiểu thêm về Ấn Độ tại các dự án liên quan |                                   |
| Tìm kiếm Wiktionary                            | Từ điển từ Wiktionary             |
| Tìm kiếm Commons                               | Tập tin phương tiện từ Commons    |
| Tìm kiếm Wikinews                              | Tin tức từ Wikinews               |
| Tìm kiếm Wikiquote                             | Danh ngôn từ Wikiquote            |
| Tìm kiếm Wikisource                            | Văn kiện từ Wikisource            |
| Tìm kiếm Wikibooks                             | Tủ sách giáo khoa từ Wikibooks    |
| Tìm kiếm Wikiversity                           | Tài nguyên học tập từ Wikiversity |

- Cổng thông tin quốc gia của Chính phủ Ấn Độ
- Mục “India” trên trang của CIA World Factbook.
- Ấn Độ trên DMOZ
- Sơ lược Ấn Độ từ BBC News
- Ấn Độ Lưu trữ ngày 17 tháng 3 năm 2015 tại Wayback Machine trên Thư viện Thông tin Chính phủ UCB
- Wikimedia Atlas của India
- Dữ liệu địa lý liên quan đến Ấn Độ tại OpenStreetMap